# 2017 dans les parcs de loisirs
| Années des parcs de loisirs : 2014 - 2015 - 2016 - 2017 - 2018 - 2019 - 2020    |
| Décennies des parcs de loisirs : 1980 - 1990 - 2000 - 2010 - 2020 - 2030 - 2040 |

L'article 2017 dans les parcs de loisirs répertorie les événements marquants et les nouveautés majeures de l'année 2017, dans le domaine des parcs de loisirs à travers le monde.

## Parcs d'attractions

### Ouverture
- Dragon Park ( Vietnam) ouvert le 25 janvier
- Comics Station ( Belgique) ouvert au public en avril
- Legoland Japan ( Japon) ouvert le 1er avril[1]
- Ferrari Land ( Espagne) ouvert le 7 avril[2]
- Oriental Heritage Tong'an ( Chine) ouvert le 16 avril
- Movie Animation Park Studios ( Malaisie) ouvert au public le 26 juin
- Visionland ( Chine) ouvert le 6 juillet
- Happy Valley Yubei ( Chine) ouvert le 8 juillet
- Fun Park Biograd ( Croatie) ouvert au public le 15 juillet[3]
- Park at Owa ( États-Unis) ouvert au public le 21 juillet[4]
- Parcul Lacul Tei ( Roumanie) ouvert au public en juillet

### Fermeture
- Florida parc ( France) fermé en mai[5].
- Space World ( Japon) fermé le 31 décembre[6].

### Changement de nom
- Śląskie Wesołe Miasteczko devient Legendia Śląskie Wesołe Miasteczko ( Pologne)

### Anniversaire
- Happy Valley Wuhan ( Chine) 5 ans
- Galveston Island Historic Pleasure Pier ( États-Unis) 5 ans
- Fantawild Adventure Zhongmu ( Chine) 5 ans
- Victory Kingdom ( Chine) 5 ans
- Legoland Malaysia ( Malaisie) 5 ans
- OCT East ( Chine) 10 ans
- Fantawild Adventure Wuhu ( Chine) 10 ans
- Parc Walt Disney Studios ( France) 15 ans
- Legoland Deutschland ( Allemagne) 15 ans
- Movieland Studios ( Italie) 15 ans
- PowerPark ( Finlande) 15 ans
- Parc Chlorophylle ( Belgique) 15 ans
- Vulcania ( France) 15 ans
- Parque Warner Madrid ( Espagne) 15 ans
- Xetulul ( Guatemala) 15 ans
- Isla Mágica ( Espagne) 20 ans
- Parc Disneyland (Paris) ( France) 25 ans
- BonbonLand ( Danemark) 25 ans
- Nickelodeon Universe ( États-Unis) 25 ans
- Mirabilandia ( Italie) 25 ans
- Parc familial Harry Malter ( Belgique) 25 ans
- Parc Miniature Alsace Lorraine ( France) 25 ans
- Six Flags Fiesta Texas ( États-Unis) 25 ans
- Walibi Sud-Ouest ( France) 25 ans
- Chessington World of Adventures ( Royaume-Uni) 30 ans
- Kentucky Kingdom ( États-Unis) 30 ans
- Nigloland ( France) 30 ans
- Oakwood Theme Park ( Royaume-Uni) 30 ans
- Seoul Land ( Corée du Sud) 30 ans
- Futuroscope ( France) 30 ans
- Didi'Land ( France) 35 ans
- Lilleputthammer ( Norvège) 35 ans
- Epcot ( États-Unis) 35 ans
- Six Flags México ( Mexique) 35 ans
- Fort Fun Abenteuerland ( Allemagne) 50 ans
- La Ronde ( Canada) 50 ans
- Phantasialand ( Allemagne) 50 ans
- Six Flags Over Georgia ( États-Unis) 50 ans
- Efteling ( Pays-Bas) 65 ans
- Luna Park (Melbourne) ( Australie) 105 ans
- Hersheypark ( États-Unis) 110 ans

## Parcs aquatiques

### Ouverture
- Universal's Volcano Bay ( États-Unis) ouvert au public le 25 mai.
- Aqualand Agen (1re phase), à côté de Walibi Sud-Ouest ( France) ouvert au public le 1er aout[7].
- Hurricane Harbor Oaxtepec ( Mexique) (réouverture).

## Autre

### Ouverture
- Villages Nature Paris ( France)

## Événements
- avril
  - 7 avril -  Espagne - Ouverture de Ferrari Land[8]. PortAventura World dans lequel il est situé est dorénavant la destination européenne dotée du plus grand nombre de parcs à thèmes avec la présence de ce 3e parc[9].
  - 29 avril -  Allemagne - La Compagnie des Alpes vend Fort Fun Abenteuerland au groupe Looping pour 7 millions d'euros[10],[11].
- juin
  - 13 juin -  France - L'AMF annonce le succès de l'OPA par la Walt Disney Company sur la société Euro Disney, propriétaire de Disneyland Paris[12]. Le retrait obligatoire de la côte est fixé au 19 juin[13].
- Juillet
  - 10 juillet -  Chine - Le groupe chinois Dalian Wanda Group vend 91 % de ses 13 programmes de tourisme culturel, dont des parcs à thèmes, des hôtels et des complexes de loisirs à Sunac China pour 8,1 milliards d'euros[14],[15].
  - 21 juillet -  États-Unis - Busch Gardens Williamsburg accueil son 100 millionième visiteur[16].
- Septembre
  - 8-12 septembre -  États-Unis - En raison du passage de l'ouragan Irma, plusieurs parcs floridiens dont Busch Gardens Tampa, SeaWorld Orlando, Legoland Florida, les parcs d'Universal Orlando Resort et les parcs de Walt Disney World Resort sont restés fermés plusieurs jours[17],[18],[19].
  - 26 septembre -  Allemagne - Ouverture du salon Euro Attraction Show (EAS) à Berlin, pour une durée de 3 jours[20].
- Novembre
  - 14 novembre-  États-Unis - Ouverture du salon IAAPA Attractions Expo 2017 à Orlando, pour une durée de 4 jours[21].
  - 16 novembre 2017 -  France - Looping Group fait l'acquisition du zoo de La Flèche[22].
- Décembre
  - 20 décembre 2017 -  Portugal - Looping Group fait l'acquisition du parc aquatique portugais Parque Aquático Amarante[23].

## Analyse économique de l'année
En mai 2018, l'organisme TEA (Themed Entertainment Association) assisté par AECOM Economics publient leur analyse globale du secteur des parcs d'attractions pour l'année 2017. Ce document, The Global Attractions Attendance Report 2017, présente en détail plusieurs données clés de l'industrie mais également une série de classements des parcs les plus fréquentés, classés en catégories. Cette analyse peut être considérée comme une référence du secteur.

### Classement des 10 groupes les plus importants
| Rang | Société                            | Fréquentation (en millions de visiteurs) | Tendance |
| ---- | ---------------------------------- | ---------------------------------------- | -------- |
| 1    | Walt Disney Parks and Resorts      | 150.014.000                              | 6,8 %    |
| 2    | Merlin Entertainments Group        | 66.000.000                               | 7,8 %    |
| 3    | Universal Studios Recreation Group | 49.458.000                               | 4,4 %    |
| 4    | OCT Parks China                    | 42.880.000                               | 32,9 %   |
| 5    | Fantawild                          | 38.695.000                               | 21,7 %   |
| 6    | Chimelong Group                    | 31.031.000                               | 13,4 %   |
| 7    | Six Flags Inc.                     | 30.789.000                               | 2,3 %    |
| 8    | Cedar Fair Entertainment           | 25.700.000                               | 2,4 %    |
| 9    | SeaWorld Parks & Entertainment     | 20.800.000                               | -5,5 %   |
| 10   | Parques Reunidos                   | 20.600.000                               | -1,1 %   |

### Classement des 25 parcs d'attractions les plus visités dans le monde
Pour quantifier l'évolution du marché mondial, TEA/AECOM se base sur l'addition du nombre d'entrées (c'est-à-dire de la fréquentation) des 25 parcs d'attractions les plus visités, quelle que soit leur location. Pour 2017, ce total s'est élevé à 243.9 millions de visiteurs, en augmentation de 4.7% par rapport à 2016.
| Rang  | Société                          | Ville / Pays             | Fréquentation (en millions de visiteurs) | Tendance |
| ----- | -------------------------------- | ------------------------ | ---------------------------------------- | -------- |
| 1     | Magic Kingdom                    | Orlando / États-Unis     | 20 450 000                               | 0,3 %    |
| 2     | Disneyland                       | Anaheim / États-Unis     | 18 300 000                               | 2 %      |
| 3     | Tokyo Disneyland                 | Tokyo / Japon            | 16 600 000                               | 0,4 %    |
| 4     | Universal Studios Japan          | Osaka / Japon            | 14 935 000                               | 3 %      |
| 5     | Tokyo DisneySea                  | Tokyo / Japon            | 13 500 000                               | 0,3 %    |
| 6     | Disney's Animal Kingdom          | Orlando / États-Unis     | 12 500 000                               | 15,3 %   |
| 7     | Epcot                            | Orlando / États-Unis     | 12 200 000                               | 4,2 %    |
| 8     | Shanghai Disneyland              | Shanghai / Chine         | 11 000 000                               | 96,4 %   |
| 9     | Disney's Hollywood Studios       | Orlando / États-Unis     | 10 722 000                               | -0,5 %   |
| 10    | Universal Studios Florida        | Orlando / États-Unis     | 10 198 000                               | 2 %      |
| 11    | Chimelong Ocean Kingdom          | Hengqin / Chine          | 9 788 000                                | 15,5 %   |
| 12    | Parc Disneyland                  | Chessy / France          | 9 660 000                                | 15 %     |
| 13    | Disney California Adventure      | Anaheim / États-Unis     | 9 574 000                                | 3 %      |
| 14    | Universal's Islands of Adventure | Orlando / États-Unis     | 9 549 000                                | 2 %      |
| 15    | Universal Studios Hollywood      | Los Angeles / États-Unis | 9 056 000                                | 12 %     |
| 16    | Lotte World                      | Séoul / Corée du Sud     | 6 714 000                                | -17,6 %  |
| 17    | Everland                         | Yongin / Corée du Sud    | 6 200 000                                | -9,5 %   |
| 18    | Hong Kong Disneyland             | Hong Kong / Chine        | 6 200 000                                | 1,6 %    |
| 19    | Nagashima Spa Land               | Kuwana / Japon           | 5 930 000                                | 1,4 %    |
| 20    | Ocean Park                       | Hong Kong / Chine        | 5 800 000                                | -3,3 %   |
| 21    | Europa-Park                      | Rust / Allemagne         | 5 700 000                                | 1,8 %    |
| 22    | Parc Walt Disney Studios         | Chessy / France          | 5 200 000                                | 4,6 %    |
| 23    | Efteling                         | Kaatsheuvel / Pays-Bas   | 5 180 000                                | 8,7 %    |
| 24    | Jardins de Tivoli                | Copenhague / Danemark    | 4 640 000                                | 0 %      |
| 25    | Universal Studios Singapore      | Singapour / Singapour    | 4 402 000                                | -7,9 %   |
| TOTAL |                                  |                          | 243.926.000                              | 4,7 %    |

### Classement des 20 parcs d'attractions les plus visités en Amérique du Nord
| Rang | Société                          | Ville / Pays                 | Fréquentation (en millions de visiteurs) | Tendance |
| ---- | -------------------------------- | ---------------------------- | ---------------------------------------- | -------- |
| 1    | Magic Kingdom                    | Orlando / États-Unis         | 20 450 000                               | 0,3 %    |
| 2    | Disneyland                       | Anaheim / États-Unis         | 18 300 000                               | 2 %      |
| 3    | Disney's Animal Kingdom          | Orlando / États-Unis         | 12 500 000                               | 15,3 %   |
| 4    | Epcot                            | Orlando / États-Unis         | 12 200 000                               | 4,2 %    |
| 5    | Disney's Hollywood Studios       | Orlando / États-Unis         | 10 722 000                               | -0,5 %   |
| 6    | Universal Studios Florida        | Orlando / États-Unis         | 10 198 000                               | 2 %      |
| 7    | Disney California Adventure      | Anaheim / États-Unis         | 9 574 000                                | 3 %      |
| 8    | Universal's Islands of Adventure | Orlando / États-Unis         | 9 549 000                                | 2 %      |
| 9    | Universal Studios Hollywood      | Los Angeles / États-Unis     | 9 056 000                                | 12 %     |
| 10   | Knott's Berry Farm               | Buena Park / États-Unis      | 4 034 000                                | 0,5 %    |
| 11   | SeaWorld Orlando                 | Orlando / États-Unis         | 3 962 000                                | -10 %    |
| 12   | Busch Gardens Tampa Bay          | Tampa / États-Unis           | 3 941 000                                | -5 %     |
| 13   | Canada's Wonderland              | Vaughan / Canada             | 3 760 000                                | 1 %      |
| 14   | Cedar Point                      | Sandusky / États-Unis        | 3 604 000                                | 0 %      |
| 15   | Kings Island                     | Mason / États-Unis           | 3 469 000                                | 2,5 %    |
| 16   | Six Flags Magic Mountain         | Valencia / États-Unis        | 3 365 000                                | 1 %      |
| 17   | Hersheypark                      | Hershey / États-Unis         | 3 301 000                                | 0,8 %    |
| 18   | Six Flags Great Adventure        | Jackson Township/ États-Unis | 3 236 000                                | 0,5 %    |
| 19   | SeaWorld San Diego               | San Diego / États-Unis       | 3 100 000                                | -13,9 %  |
| 20   | Six Flags Great America          | Gurnee / États-Unis          | 3 039 000                                | 3 %      |

### Classement des 10 parcs d'attractions les plus visités en Amérique du Sud
| Rang | Société                        | Ville / Pays            | Fréquentation (en millions de visiteurs) | Tendance |
| ---- | ------------------------------ | ----------------------- | ---------------------------------------- | -------- |
| 1    | Six Flags México               | Mexico / Mexique        | 2 610 000                                | 5 %      |
| 2    | Beto Carrero World             | Santa Catarina / Brésil | 2 122 000                                | 2 %      |
| 3    | La Feria Chapultepec Mágico    | Mexico / Mexique        | 1 591 000                                | 0 %      |
| 4    | Parque Xcaret                  | Cancún / Mexique        | 1 505 000                                | 7,4 %    |
| 5    | Mundo Petapa                   | Guatemala / Guatemala   | 1 239 000                                | 1,6 %    |
| 6    | Plaza de Sésamo                | Monterrey / Mexique     | 1 197 000                                | -2 %     |
| 7    | Parque Mundo Aventura          | Bogota / Colombie       | 1 153 000                                | -2,3 %   |
| 8    | Fantasilandia                  | Santiago / Chili        | 1 050 000                                | -3,2 %   |
| 9    | Hopi Hari                      | São Paulo / Brésil      | 1 028 000                                | -30 %    |
| 10   | Theme Parque Nacional del Café | Quindio / Colombie      | 966 000                                  | -8 %     |

### Classement des 20 parcs d'attractions les plus visités en Asie
| Rang | Société                     | Ville / Pays          | Fréquentation (en millions de visiteurs) | Tendance |
| ---- | --------------------------- | --------------------- | ---------------------------------------- | -------- |
| 1    | Tokyo Disneyland            | Tokyo / Japon         | 16 600 000                               | 0,4 %    |
| 2    | Universal Studios Japan     | Osaka / Japon         | 14 935 000                               | 3 %      |
| 3    | Tokyo DisneySea             | Tokyo / Japon         | 13 500 000                               | 0,3 %    |
| 4    | Shanghai Disneyland         | Shanghai / Chine      | 11 000 000                               | 96,4 %   |
| 5    | Chimelong Ocean Kingdom     | Hengqin / Chine       | 9 788 000                                | 15,5 %   |
| 6    | Lotte World                 | Séoul / Corée du Sud  | 6 714 000                                | -17,6 %  |
| 7    | Everland                    | Yongin / Corée du Sud | 6 200 000                                | -9,5 %   |
| 8    | Hong Kong Disneyland        | Hong Kong / Chine     | 6 200 000                                | 1,6 %    |
| 9    | Nagashima Spa Land          | Kuwana / Japon        | 5 930 000                                | 1,4 %    |
| 10   | Ocean Park                  | Hong Kong / Chine     | 5 800 000                                | -3,3 %   |
| 11   | Universal Studios Singapore | Singapour             | 4 220 000                                | 2,9 %    |
| 12   | Chimelong Paradise          | Guangzhou / Chine     | 4 181 000                                | 9,0 %    |
| 13   | Window of the World         | Shenzhen / Chine      | 3 910 000                                | 1,8 %    |
| 14   | OCT East                    | Shenzhen / Chine      | 3 960 000                                | 0 %      |
| 15   | Happy Valley (Pékin)        | Pékin / Chine         | 3 950 000                                | 3,1 %    |
| 16   | Happy Valley (Shenzhen)     | Shenzhen / Chine      | 3 900 000                                | 1 %      |
| 17   | Fantawild Oriental Heritage | Ningbo / Chine        | 3 927 000                                | 11,2 %   |
| 18   | Fantawild Adventure         | Zhengzhou / Chine     | 3 819 000                                | 8,8 %    |
| 19   | Happy Valley Chengdu        | Chengdu / Chine       | 2 970 000                                | 16,5 %   |
| 20   | Happy Valley Shanghai       | Shanghai / Chine      | 2 640 000                                | 10,5 %   |

### Classement des 20 parcs d'attractions les plus visités en Europe
La saison 2016 des parcs européens a connu une diminution de 1.1 % de visiteurs sur l'ensemble des 20 meilleurs parcs européens.
| Rang          | Société                         | Ville / Pays                        | Fréquentation (en millions de visiteurs) | Tendance |
| ------------- | ------------------------------- | ----------------------------------- | ---------------------------------------- | -------- |
| 1             | Parc Disneyland                 | Chessy / France                     | 9 660 000                                | 15 %     |
| 2             | Europa-Park                     | Rust / Allemagne                    | 5 700 000                                | 1,8 %    |
| 3             | Parc Walt Disney Studios        | Chessy / France                     | 5 200 000                                | 4,6 %    |
| 4             | Efteling                        | Kaatsheuvel / Pays-Bas              | 5 180 000                                | 8,7 %    |
| 5             | Jardins de Tivoli               | Copenhague / Danemark               | 4 640 000                                | 0 %      |
| 6             | PortAventura Park               | Salou / Espagne                     | 3 650 000                                | 0 %      |
| 7             | Liseberg                        | Göteborg / Suède                    | 3 061 000                                | -0,3 %   |
| 8             | Gardaland                       | Castelnuovo del Garda / Italie      | 2 600 000                                | -9,7 %   |
| 9             | Puy du Fou                      | Les Épesses / France                | 2 260 000                                | 1,8 %    |
| 10            | Legoland Windsor                | Windsor / Royaume-Uni               | 2 200 000                                | 0,8 %    |
| 11            | Legoland Billund                | Billund / Danemark                  | 2 120 000                                | 1,4 %    |
| 12 (ex aequo) | Alton Towers                    | Staffordshire / Royaume-Uni         | 2 000 000                                | 1 %      |
| 12 (ex aequo) | Futuroscope                     | Poitiers / France                   | 2 000 000                                | 5,3 %    |
| 12 (ex aequo) | Parc Astérix                    | Plailly / France                    | 2 000 000                                | 8,1 %    |
| 15            | Phantasialand                   | Brühl / Allemagne                   | 1 995 000                                | 0 %      |
| 16            | Parque Warner Madrid            | Madrid / Espagne                    | 1 840 000                                | 2,2 %    |
| 17            | Thorpe Park                     | Chertsey (Angleterre) / Royaume-Uni | 1 800 000                                | 0 %      |
| 18            | Gröna Lund                      | Stockholm / Suède                   | 1 690 000                                | 11,9 %   |
| 19            | Chessington World of Adventures | Chessington / Royaume-Uni           | 1 520 000                                | 1,3 %    |
| 20            | Heide Park                      | Soltau / Allemagne                  | 1 480 000                                | -3,9 %   |

## Attractions
Ces listes sont non exhaustives.

### Montagnes russes

#### Délocalisations
| Nom                       | Type / Modèle      | Constructeur         | Parc                       | Pays           | Anciennement                                    |
| ------------------------- | ------------------ | -------------------- | -------------------------- | -------------- | ----------------------------------------------- |
| Batman                    | Tournoyantes       | Far Fabbri           | Tir Prince Family Funfair  | Pays de Galles | Batman à Malmö Folkets Park                     |
| Big Blue                  | Assises            | Anton Schwarzkopf    | Fun Park Mirnovec          | Croatie        | Twist and Shout à Loudoun Castle                |
| Dragon Wagon              | Junior             | Wisdom Rides         | Joyland Amusement Park     | États-Unis     | Dragon Coaster à Santa's Village AZoosment Park |
| Dragon's Run              | Assises            | Bolliger & Mabillard | Dragon Park                | Vietnam        | Time Machine à Freestyle Music Park             |
| Emerald Coaster           | Métal / Zyklon Z40 | Pinfari              | Sam's Fun City             | États-Unis     | Cat & Mouse à Ocean Beach Pleasure Park         |
| Fantasy Mouse             | Tournoyantes       | Reverchon Industries | Fantasy Island             | Royaume-Uni    | Crazy Mouse à Brean Leisure Park                |
| Flight of the Giant Peach | Acier              | Pinfari              | Oakwood Theme Park         | Royaume-Uni    | Space Coaster à M&Ds Scotland's Theme Park      |
| Höllenblitz               | Tournoyantes       | Stein Rides          | Prater de Vienne           | Autriche       | Höllenblitz à l'Oktoberfest de Munich           |
| Käpt'n Jack's Wilde Maus  | Wild Mouse         | Maurer Rides         | Eifelpark                  | Allemagne      | Holly's Wilde Autofahrt à Holiday Park          |
| London City Coaster       | Métal / Zyklon Z47 | Pinfari              | Attractiepark Duinen Zathe | Pays-Bas       | Grizzly Bear à Lightwater Valley                |
| Magic Mouse               | Tournoyantes       | Reverchon Industries | Dreamland Margate          | Royaume-Uni    | Fantasy Mouse à Fantasy Island                  |
| Recoil                    | Boomerang          | Vekoma               | Wonderla Kochi             | Inde           | Colossus à Habtoorland                          |
| Thriller                  | Métal / RC50       | Pinfari              | Happy Land                 | Turquie        | Thriller à Edenlandia                           |

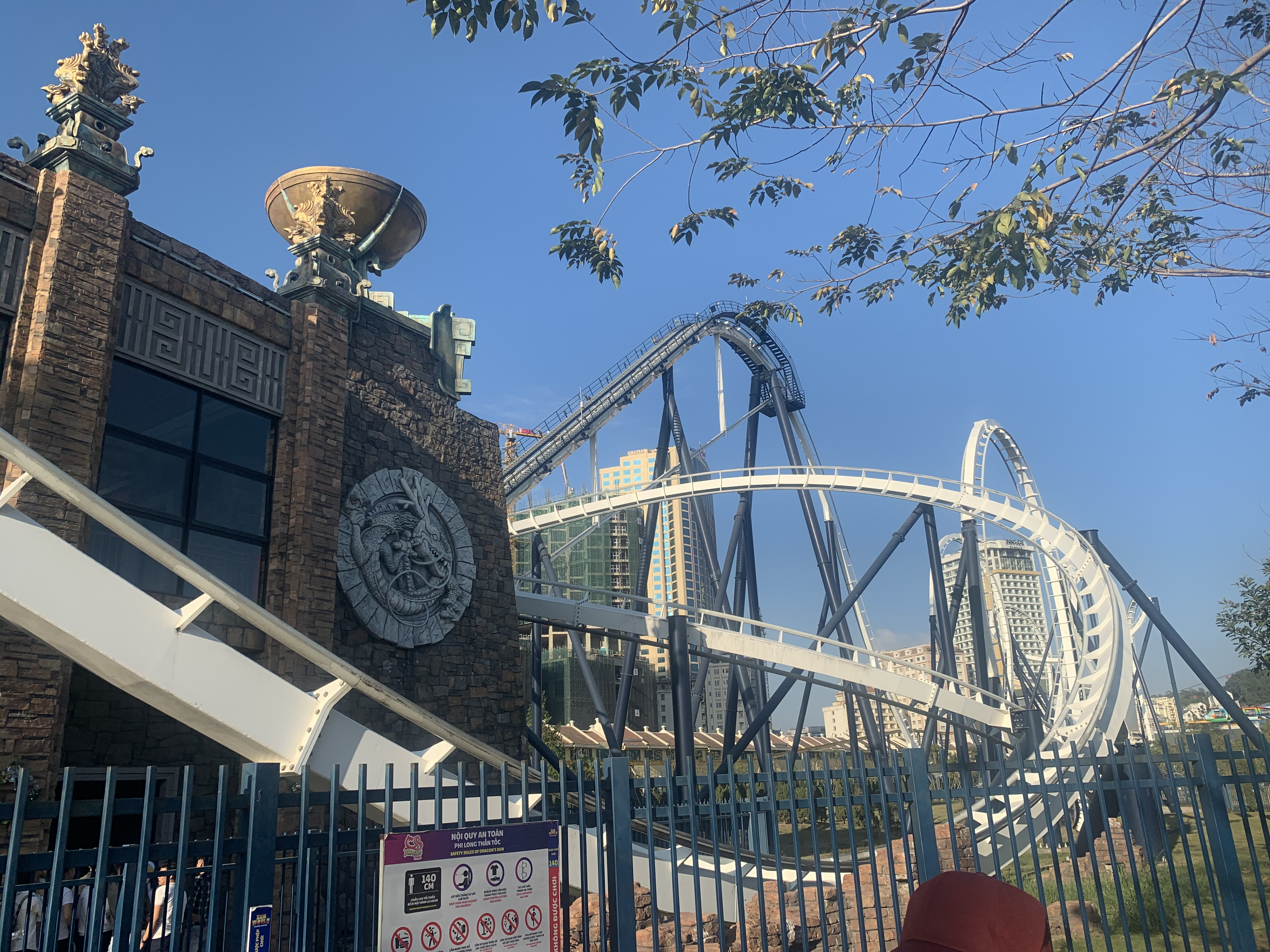
Dragon's Run à Dragon Park
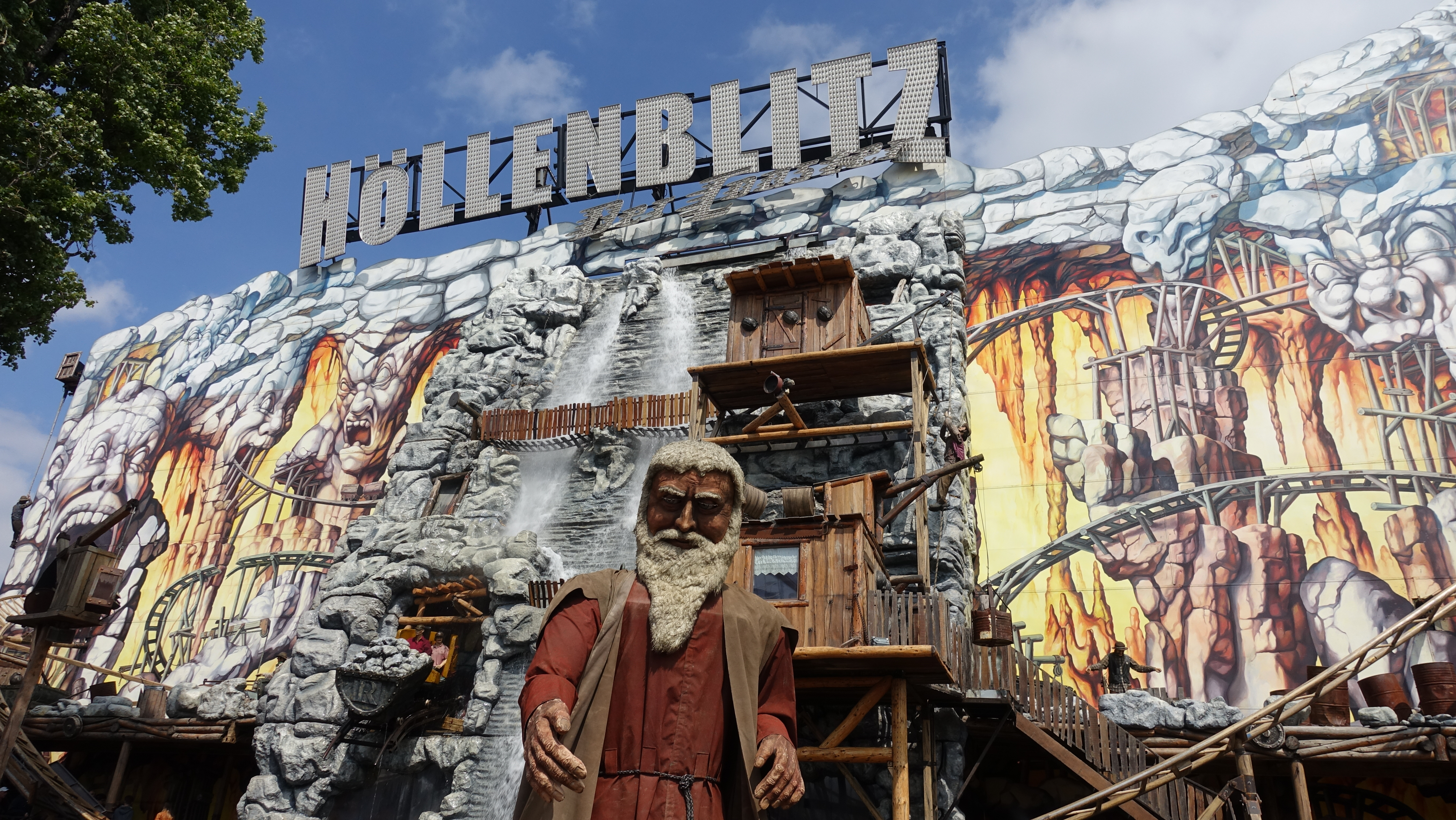
Höllenblitz au Prater de Vienne
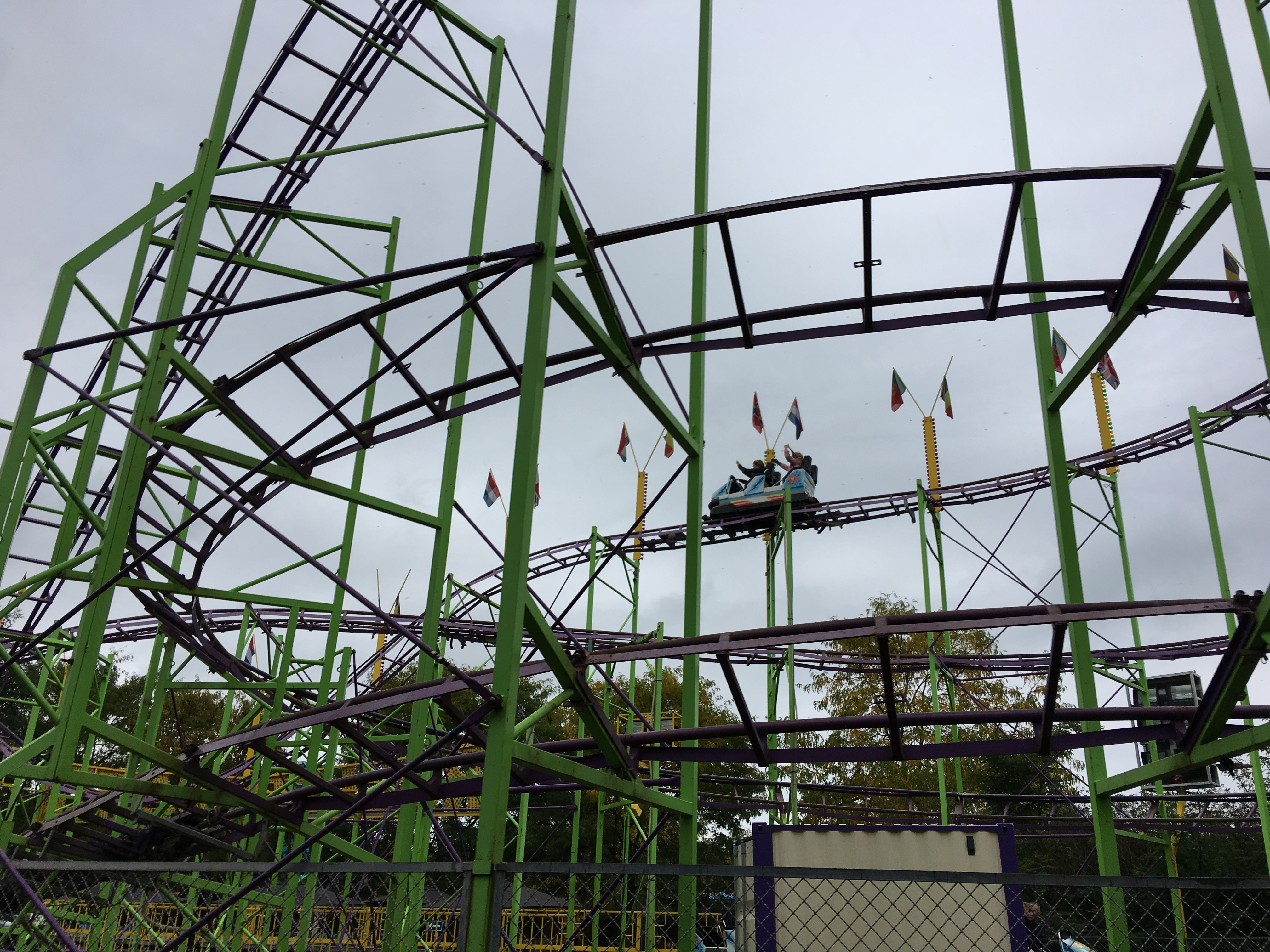
London City Coaster à Verkeers- en Attractiepark Duinen Zathe

#### Nouveau thème
| Nom                   | Type / Modèle   | Constructeur                | Parc                               | Pays       | Anciennement                             |
| --------------------- | --------------- | --------------------------- | ---------------------------------- | ---------- | ---------------------------------------- |
| Dream Hunters Society | Métal           | Pinfari                     | Legendia Śląskie Wesołe Miasteczko | Pologne    | Cyklon (1992 à 2016)                     |
| The Flying Cobras     | Navette         | Vekoma                      | Carowinds                          | États-Unis | Carolina Cobra (2009 à 2016)             |
| Shaman                | Assises MK-1200 | Vekoma                      | Gardaland                          | Italie     | Magic Mountain (1985 à 2016)             |
| Naga Bay              | Tournoyantes    | Maurer Rides                | Bobbejaanland                      | Belgique   | Dizz (2011 à 2016)                       |
| Patriot               | Sans sol        | Bolliger & Mabillard        | California's Great America         | États-Unis | Vortex (1991 à 2016)                     |
| The New Revolution    | Hybrides        | Rocky Mountain Construction | Six Flags México                   | Mexique    | Medusa Steel Coaster (2014 à 2016)       |
| Scary Toys Factory    | Métal           | Pinfari                     | Legendia Śląskie Wesołe Miasteczko | Pologne    | Himalaya (2015 à 2016)                   |
| Hyperspace Mountain   | Lancées         | Vekoma                      | Parc Disneyland                    | France     | Space Mountain - Mission 2 (2005 à 2017) |

#### Nouveautés
| Nom                              | Type / Modèle                 | Constructeur                   | Parc                                   | Pays                |
| -------------------------------- | ----------------------------- | ------------------------------ | -------------------------------------- | ------------------- |
| Air Craft                        | Junior                        | SBF Visa Group                 | Le Fleury                              | France              |
| Alien                            | Wild Mouse                    | Beijing Jiuhua Amusement Rides | Fun Park Mirnovec                      | Croatie             |
| Arashi                           | Quadridimensionnelles         | S&S Worldwide                  | Nagashima Spa Land                     | Japon               |
| Big Apple                        | Junior/Big Apple              | Pinfari                        | Al Hokair Land Theme Park              | Arabie saoudite     |
| BoBoiBoy Cattus Coaster          | En intérieur                  |                                | Movie Animation Park Studios           | Malaisie            |
| Boomerang                        | Junior Boomerang              | Vekoma                         | Energylandia                           | Pologne             |
| Bug Whirled                      | Montagnes russes tournoyantes | SBF Visa Group                 | Playland                               | Canada              |
| Capitol Bullet Train             | Lancées                       | Mack Rides                     | Motiongate Dubai                       | Émirats arabes unis |
| Circus Coaster                   | Junior                        | SBF Visa Group                 | Energylandia                           | Pologne             |
| Crazy Mouse                      | Tournoyantes                  | Zamperla                       | Park at OWA                            | États-Unis          |
| DC Rivals HyperCoaster           | Hyper montagnes russes        | Mack Rides                     | Warner Bros. Movie World               | Australie           |
| Dawson Duel                      | Luge sur rail                 | Wiegand                        | Bellewaerde                            | Belgique            |
| Desert Rally                     | Bois                          | Great Coasters International   | Happy Valley (Chengdu)                 | Chine               |
| Doggy Dog                        | Junior                        | SBF Visa Group                 | Freizeit-Land Geiselwind               | Allemagne           |
| Drachenwirbel                    | Tournoyantes                  | SBF Visa Group                 | Freizeitpark Plohn                     | Allemagne           |
| Drage Kongen                     | Inversées                     | Intamin                        | Djurs Sommerland                       | Danemark            |
| Dragon Coaster                   | Acier                         | Zierer                         | Legoland Japan                         | Japon               |
| Dragon's Apprentice              | Junior                        | Zamperla                       | Legoland Japan                         | Japon               |
| Family Coaster                   | Junior Boomerang              | Vekoma                         | Happy Valley (Yubei)                   | Chine               |
| Fireball                         | Junior Boomerang              | Vekoma                         | Furuvik                                | Suède               |
| Flying over the Western Region   | Machine plongeante            | Bolliger & Mabillard           | Happy Valley (Chengdu)                 | Chine               |
| Flying Wing Coaster              | Wing Rider                    | Bolliger & Mabillard           | Happy Valley (Yubei)                   | Chine               |
| Gold Rush                        | Lancées                       | Gerstlauer                     | Attractiepark Slagharen                | Pays-Bas            |
| Happy Loops                      | Tournoyantes                  | SBF Visa Group                 | Energylandia                           | Pologne             |
| Heidi The Ride                   | Bois                          | Great Coasters International   | Plopsaland De Panne                    | Belgique            |
| Hydrus                           | Euro-Fighter                  | Gerstlauer                     | Casino Pier                            | États-Unis          |
| Hype                             | Lancées                       | Premier Rides                  | Särkänniemi                            | Finlande            |
| InvadR                           | Bois                          | Great Coasters International   | Busch Gardens Williamsburg             | États-Unis          |
| Jungle Dragon                    | Bois                          | Great Coasters International   | Happy Valley (Yubei)                   | Chine               |
| Kampala Express                  | Junior                        | Gerstlauer                     | Knuthenborg Safaripark                 | Danemark            |
| Kleine Zar                       | Junior                        | Preston & Barbieri             | Hansa-Park                             | Allemagne           |
| Lech Coaster                     | Assises                       | Vekoma                         | Legendia Śląskie Wesołe Miasteczko     | Pologne             |
| Little Dragon's Flight           | Inversées                     | Vekoma                         | Dragon Park                            | Vietnam             |
| Mine Blower (en)                 | Bois                          | The Gravity Group              | Fun Spot USA (en)                      | États-Unis          |
| Mine Train Coaster               | Junior                        | SBF Visa Group                 | Fun Park Mirnovec                      | Croatie             |
| Mine Train Coaster               | Train de la mine              | Golden Horse                   | Happy Valley (Yubei)                   | Chine               |
| Mining Racer Coaster             | Junior                        | SBF Visa Group                 | Gumbuya World                          | Australie           |
| Mysterious Journey               | Junior                        | Vekoma                         | Dragon Park                            | Vietnam             |
| Mystic Timbers                   | Bois                          | Great Coasters International   | Kings Island                           | États-Unis          |
| Pégase Express                   | Lancées                       | Gerstlauer                     | Parc Astérix                           | France              |
| Queen Cobra                      | Vekoma SLC 689                | Vekoma                         | Asia Park                              | Vietnam             |
| Red Force                        | Lancées                       | Intamin                        | Ferrari Land                           | Espagne             |
| Rocket Roller Coaster            | Lancées                       | Premier Rides                  | Chimelong Paradise                     | Chine               |
| Rollin' Thunder                  | Assises                       | Zamperla                       | Park at OWA                            | États-Unis          |
| Serpent (le)                     | Acier                         | Zierer                         | Parc du Petit Prince                   | France              |
| Sky Dragster                     | de motos                      | Maurer Rides                   | Skyline Park                           | Allemagne           |
| Southern Express                 | Junior                        | Zamperla                       | Park at OWA                            | États-Unis          |
| Star Trek : Operation Enterprise | Lancées                       | Mack Rides                     | Movie Park Germany                     | Allemagne           |
| Super Cyclone                    | Acier                         | Interpark                      | Santa's Village Amusement & Water Park | États-Unis          |
| The Joker                        | Quadridimensionnelles         | S&S Worldwide                  | Six Flags Great America                | États-Unis          |
| The Joker                        | Quadridimensionnelles         | S&S Worldwide                  | Six Flags New England                  | États-Unis          |
| The Joker                        | Quadridimensionnelles         | S&S Worldwide                  | Six Flags Over Texas                   | États-Unis          |
| Turbo Track                      | Acier                         | Intamin                        | Ferrari World Abu Dhabi                | Émirats arabes unis |
| Velikoluksky Miasokombinat II    | Assises                       | Intamin                        | Divo Ostrov (Wonder Island)            | Russie              |
| Wave Breaker: The Rescue Coaster | Lancées                       | Intamin                        | SeaWorld San Antonio                   | États-Unis          |
| Whistle Punk Chaser              | Junior                        | Zamperla                       | Dollywood                              | États-Unis          |
| Zugo's Crystal Quest             | Tournoyantes                  | SBF Visa Group                 | Movie Animation Park Studios           | Malaisie            |

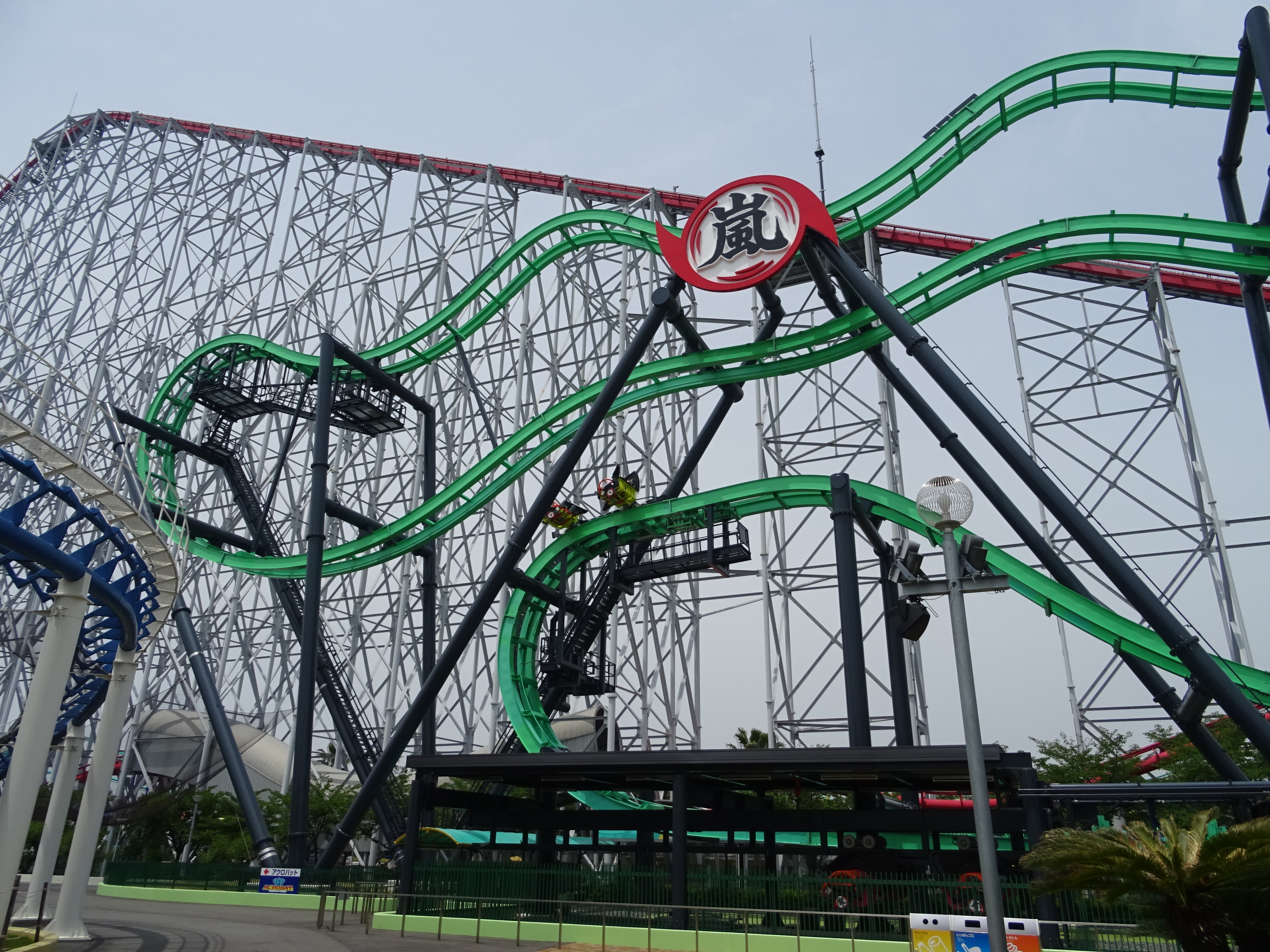
Arashi à Nagashima Spa Land
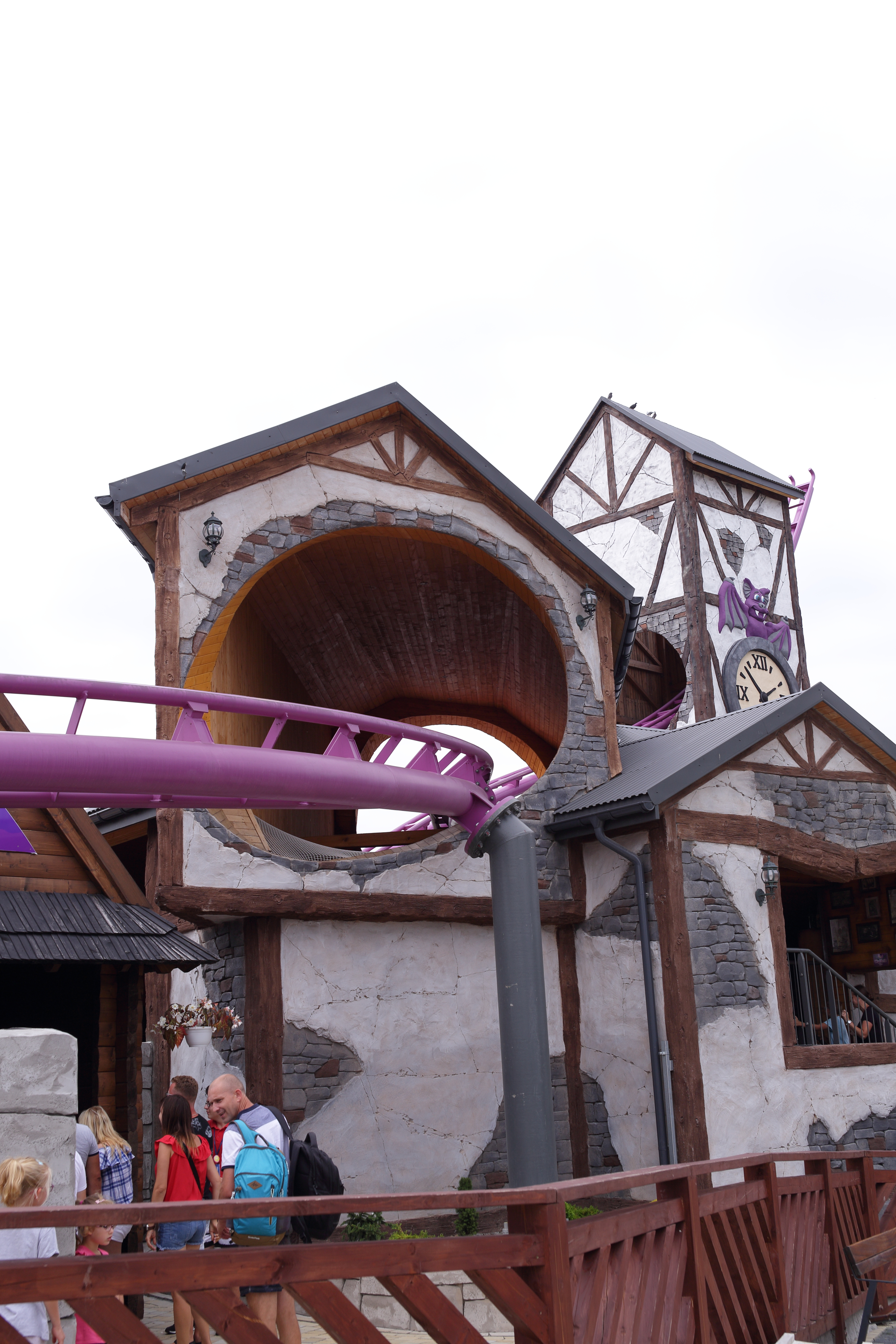
Boomerang à Energylandia
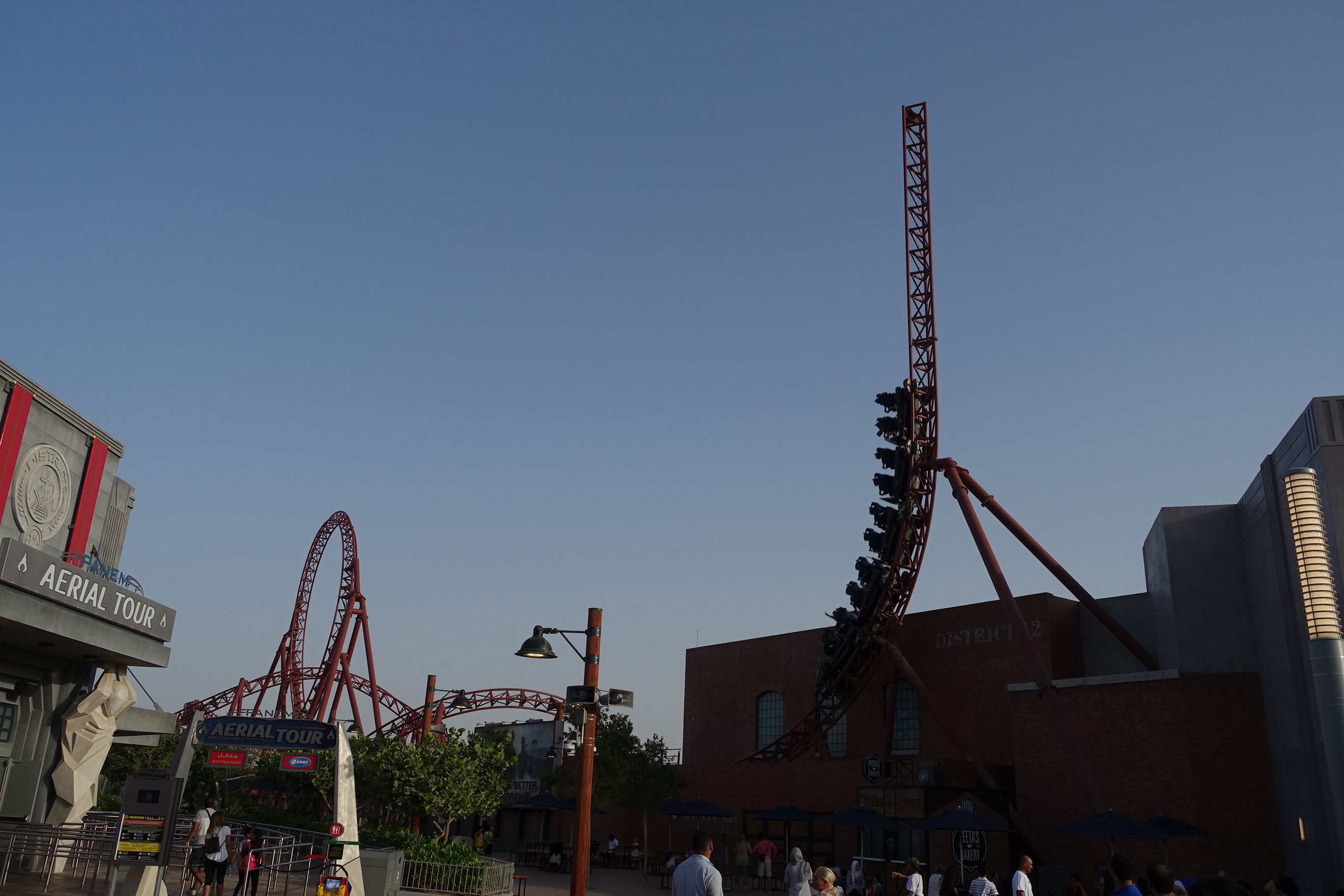
Capitol Bullet Train à Motiongate Dubai
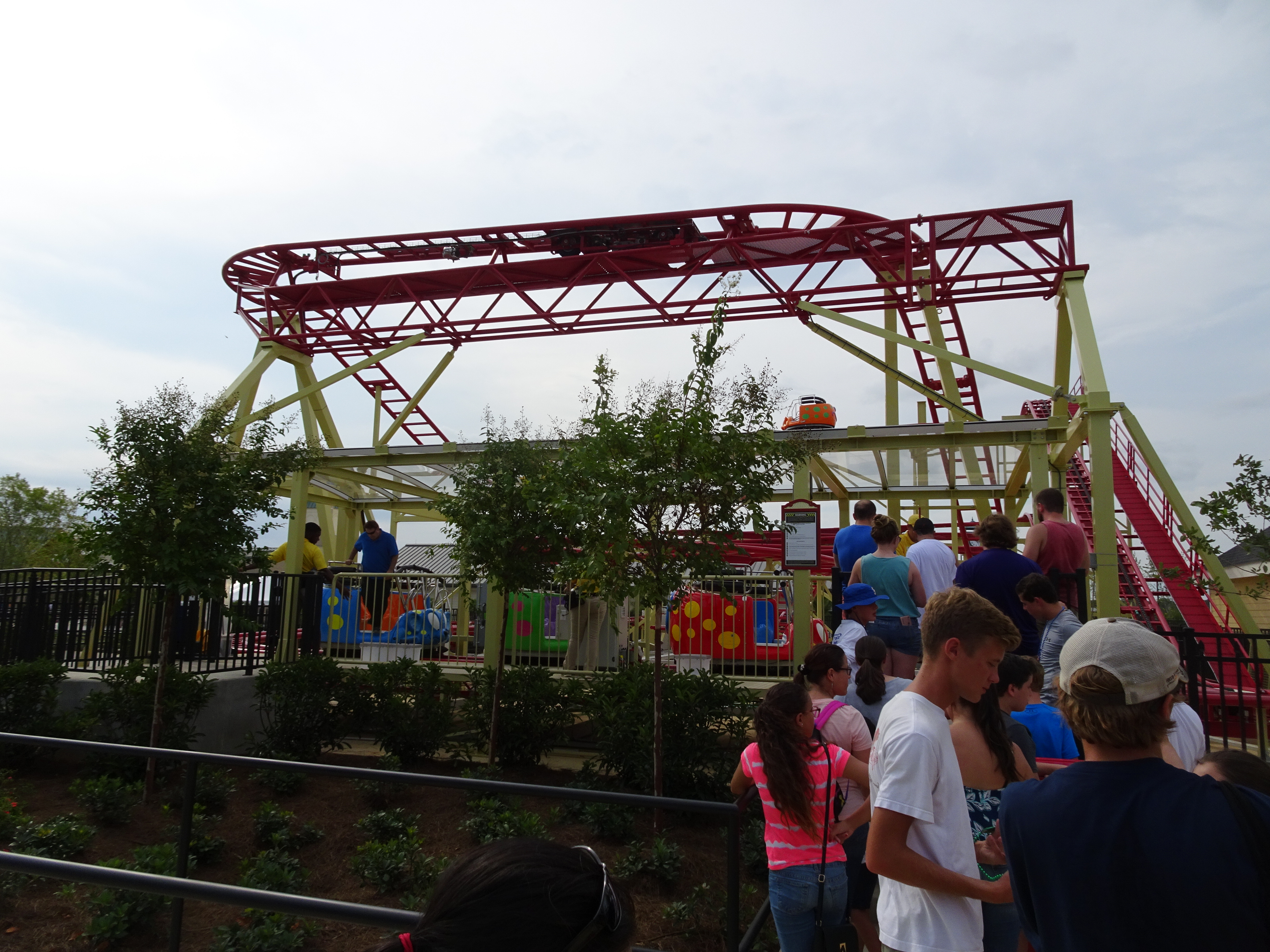
Crazy Mouse au Park at OWA
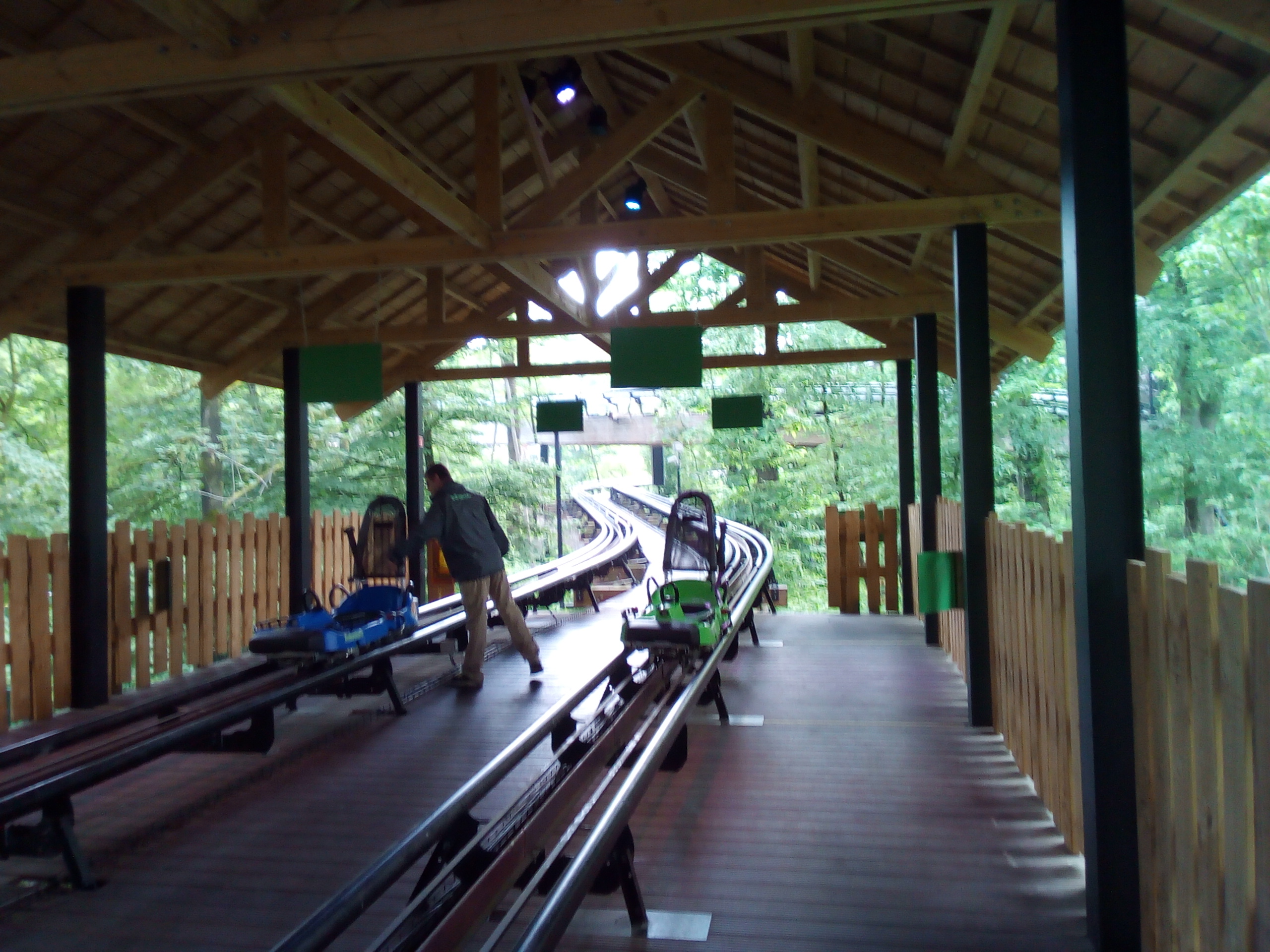
Dawson Duel à Bellewaerde
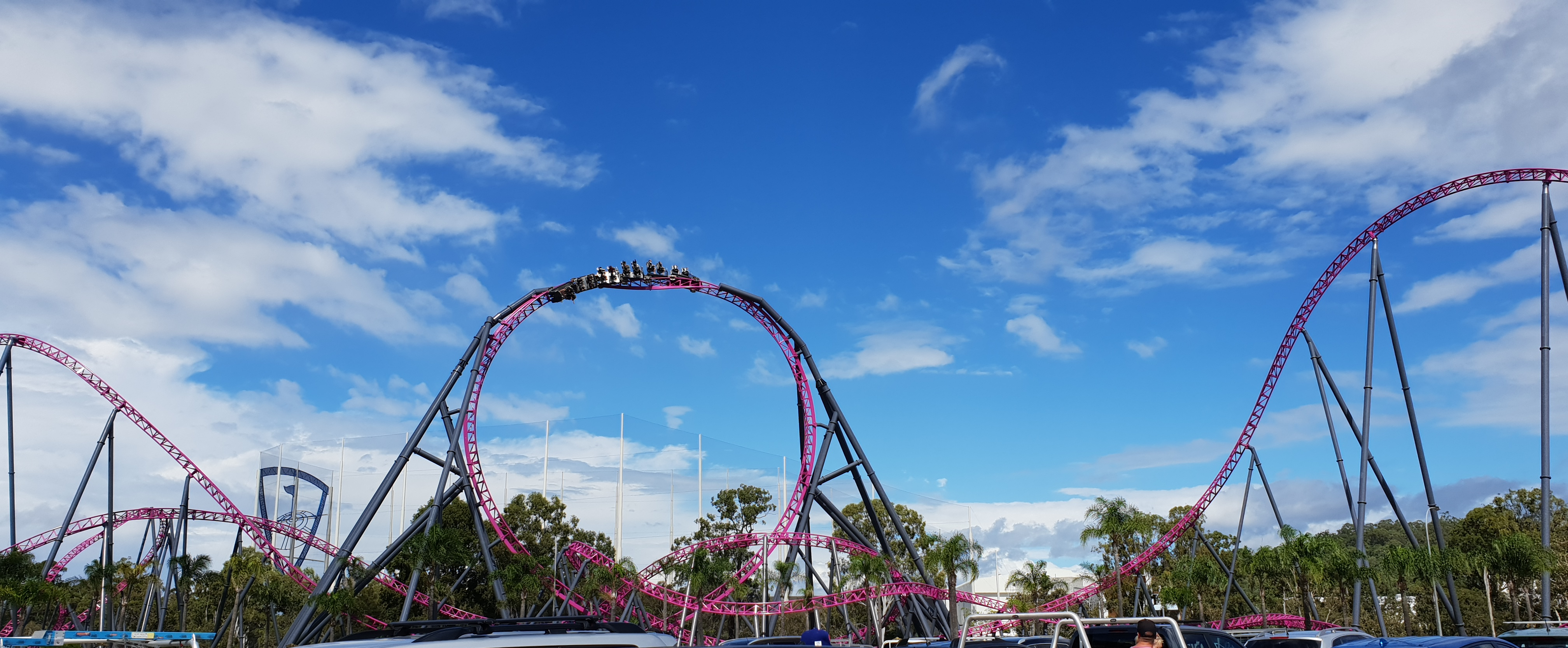
DC Rivals HyperCoaster à Warner Bros. Movie World Australia
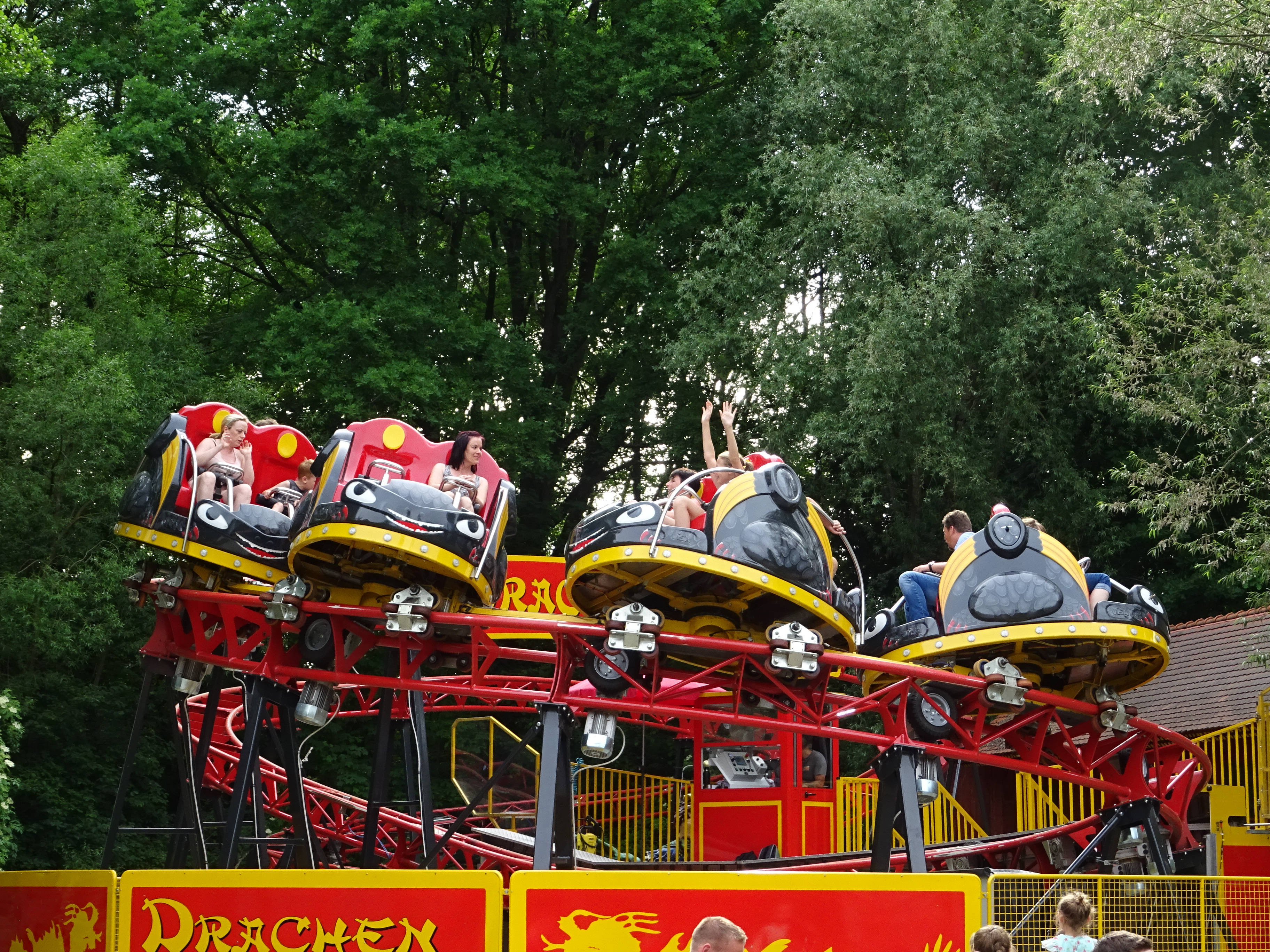
Drachenwirbel à Freizeitpark Plohn
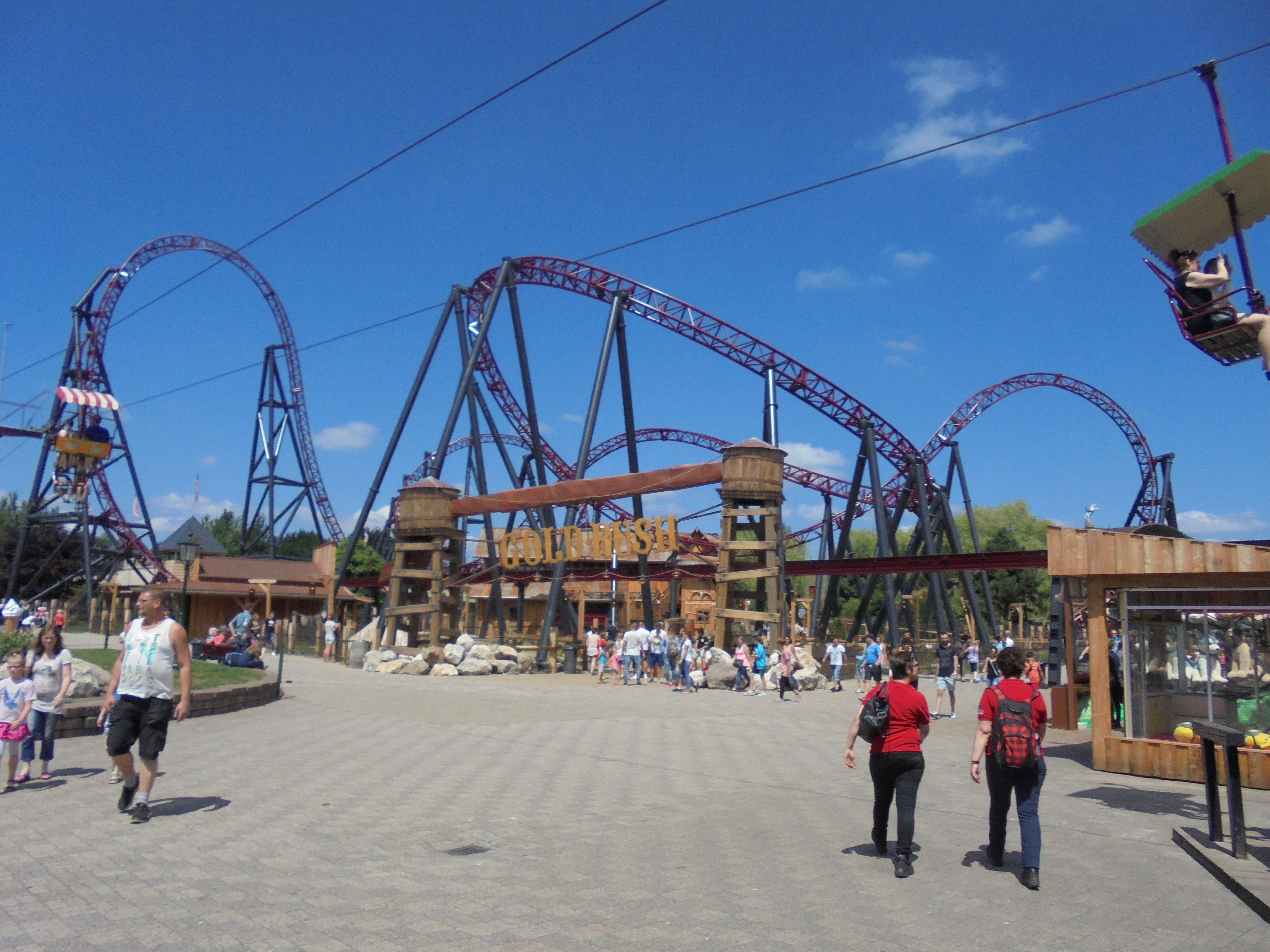
Gold Rush à Attractiepark Slagharen
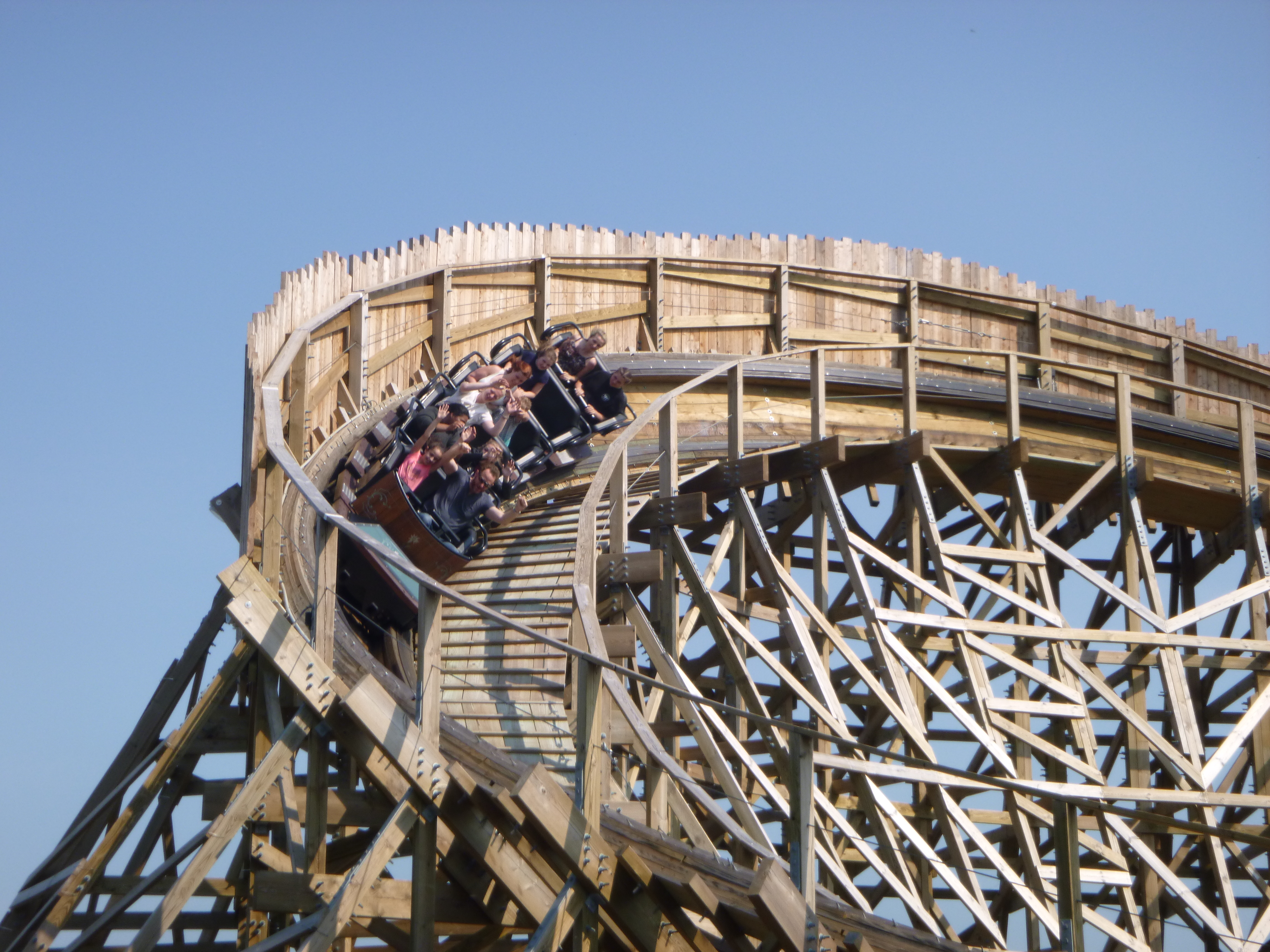
Heidi The Ride à Plopsaland De Panne
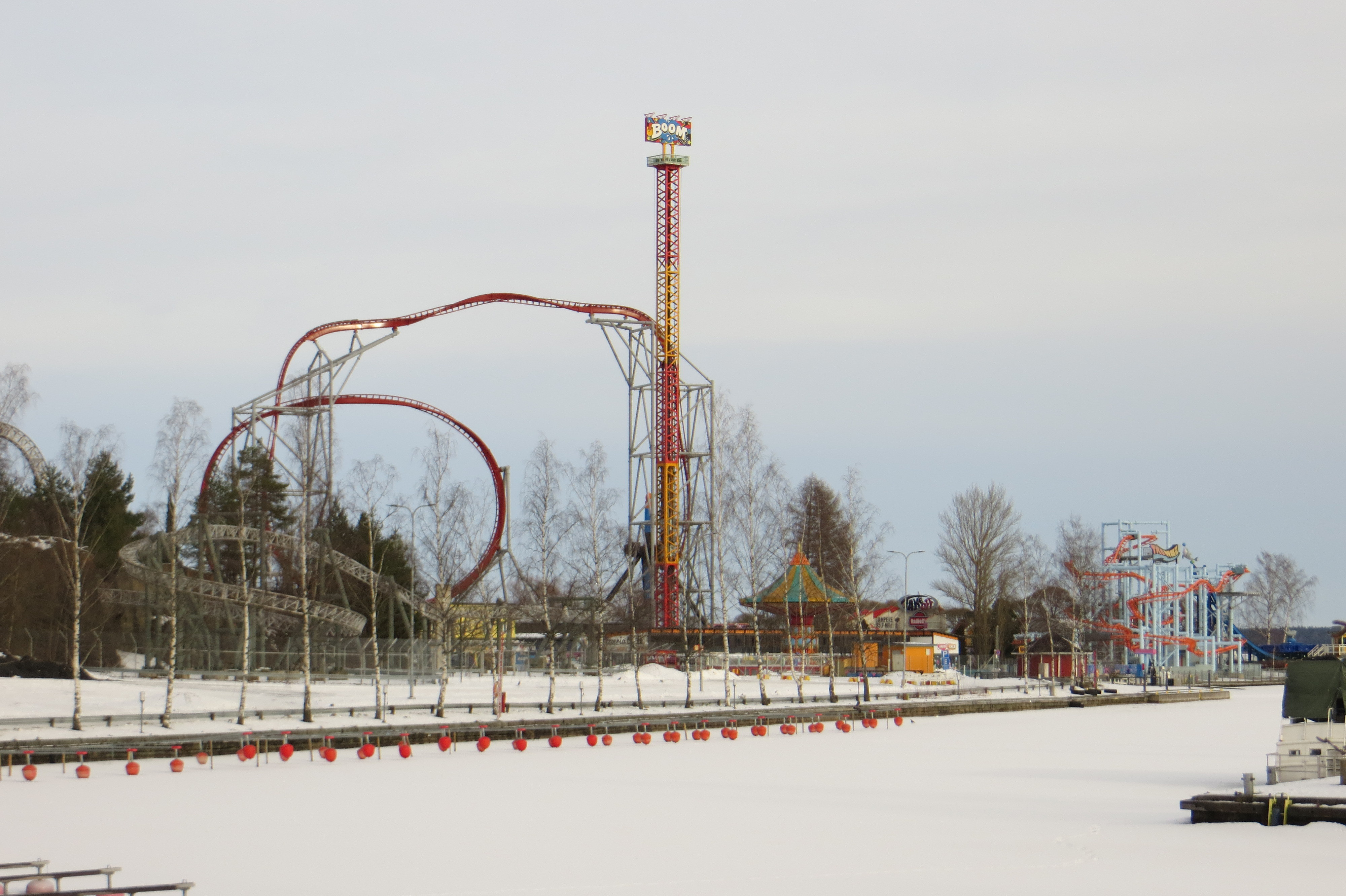
Hype à Särkänniemi
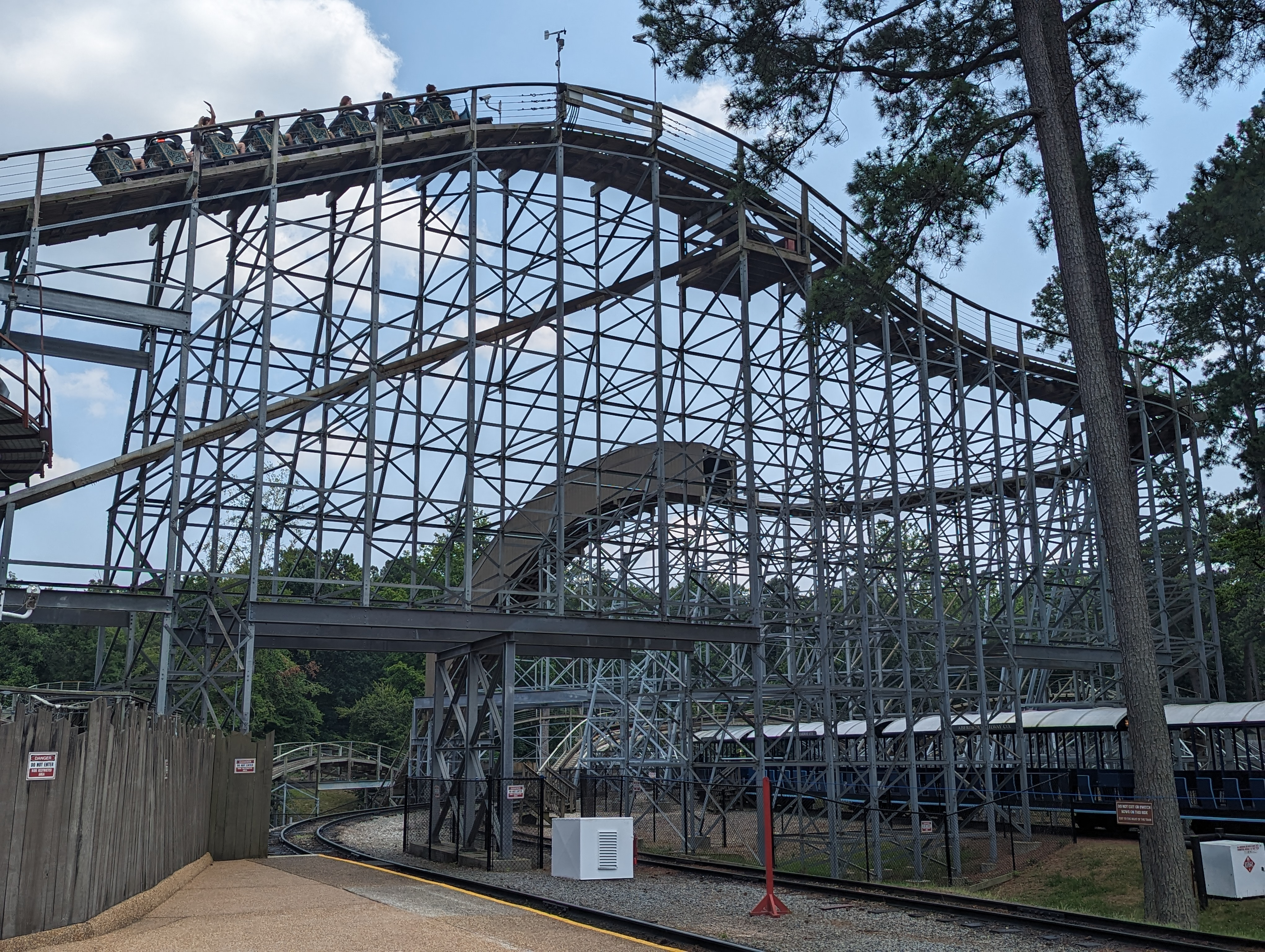
InvadR à Busch Gardens Williamsburg
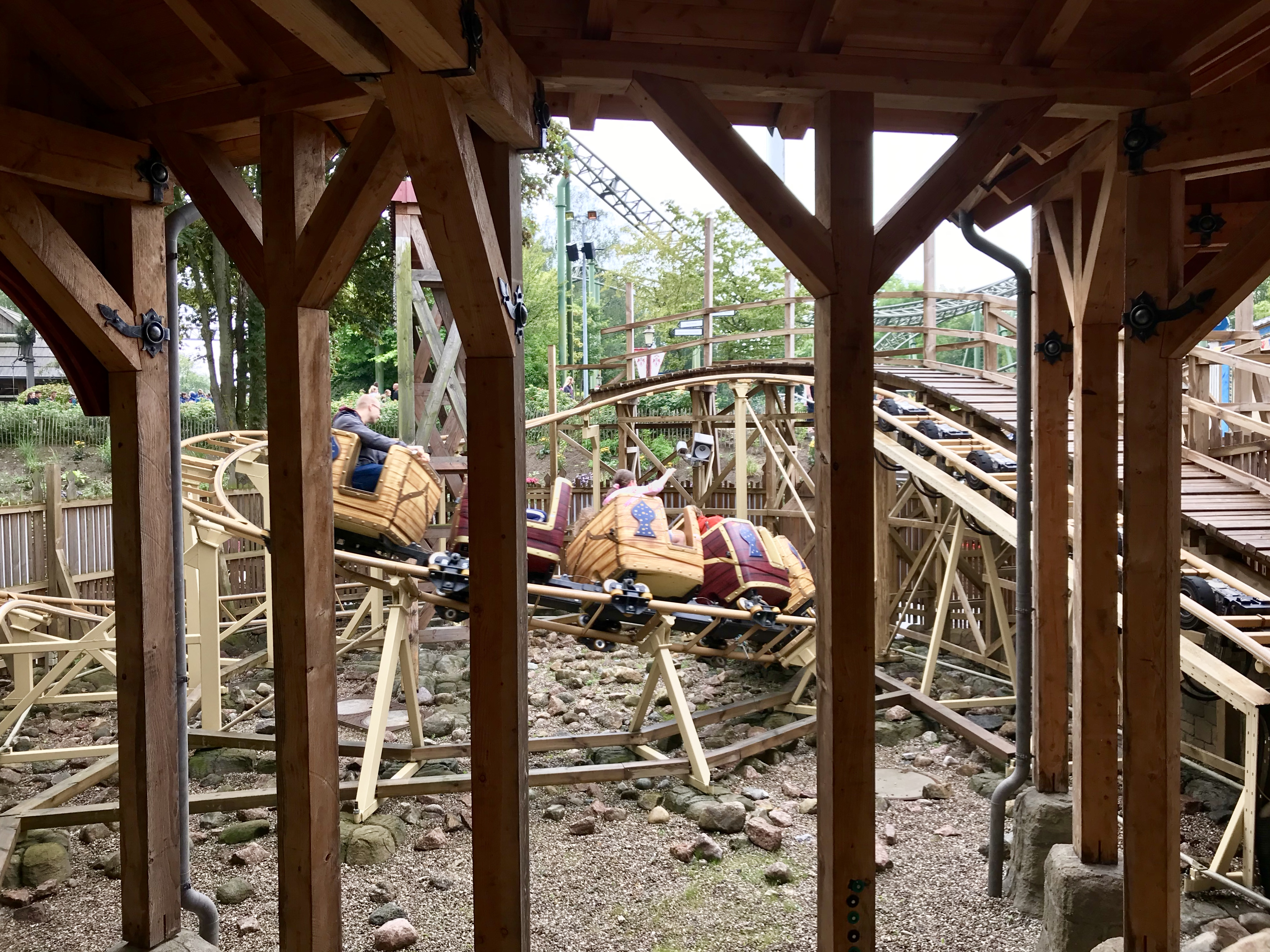
Kleine Zar à Hansa-Park
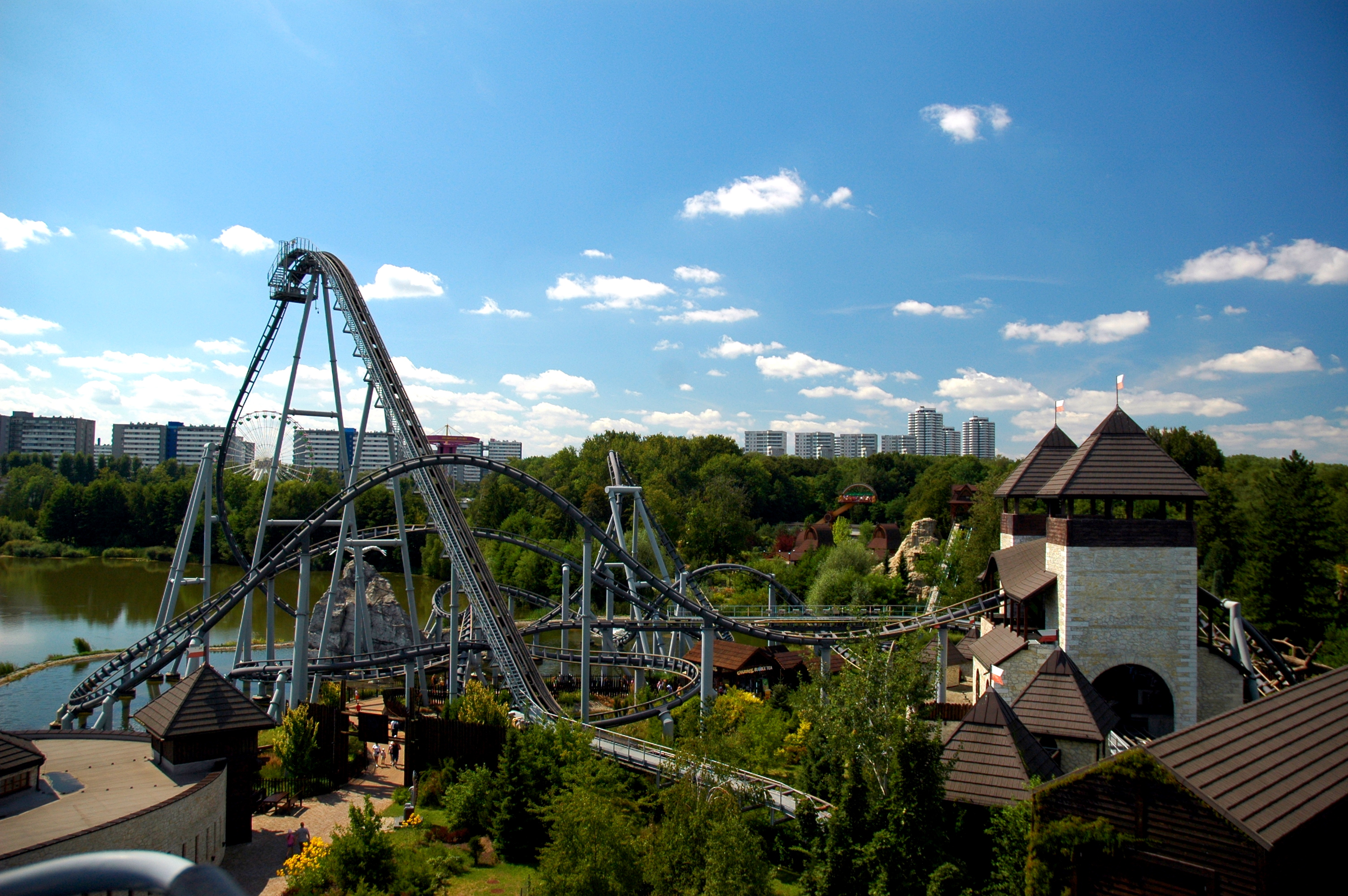
Lech Coaster à Legendia Śląskie Wesołe Miasteczko
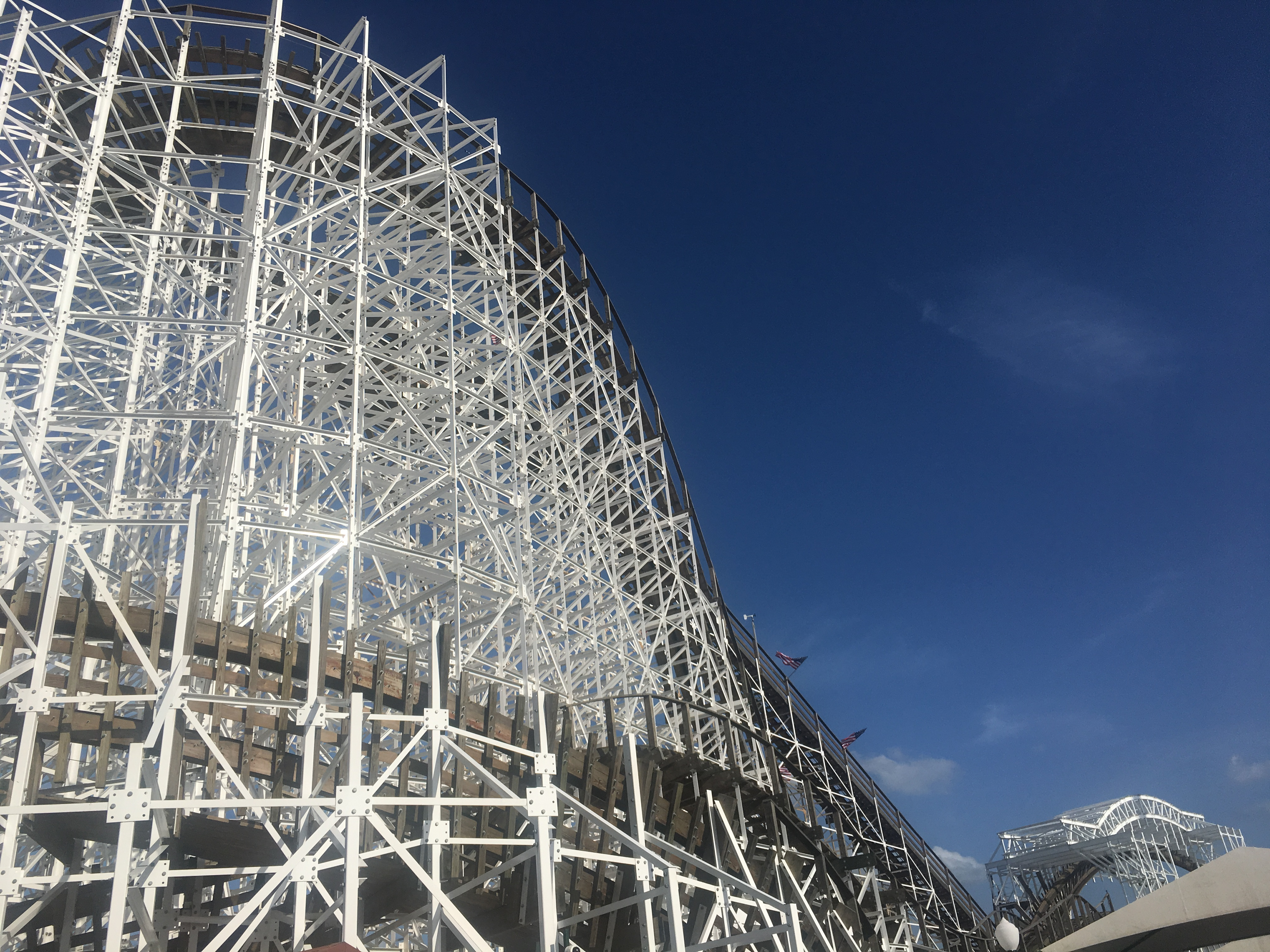
Mine Blower à Fun Spot Kissimmee
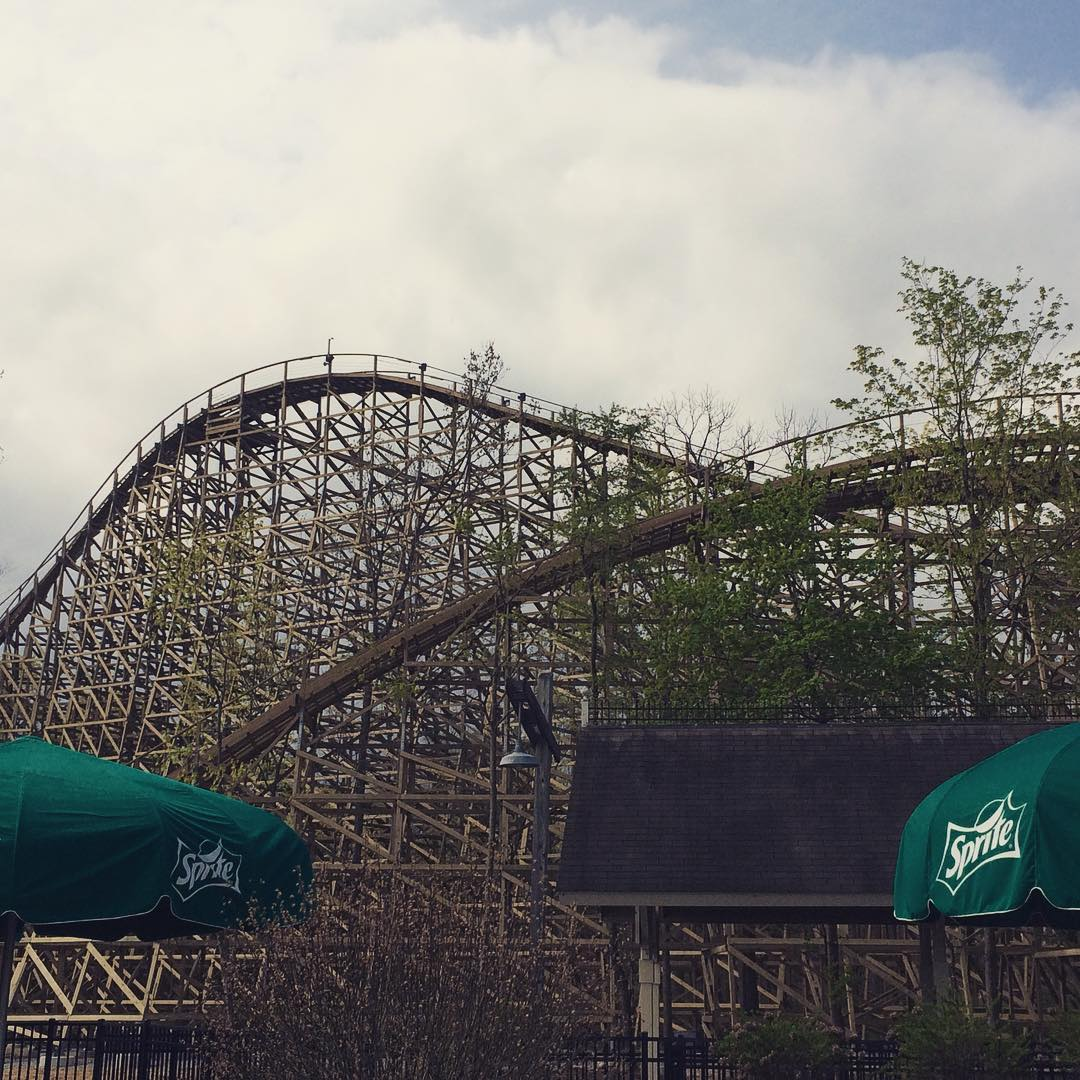
Mystic Timbers à Kings Island
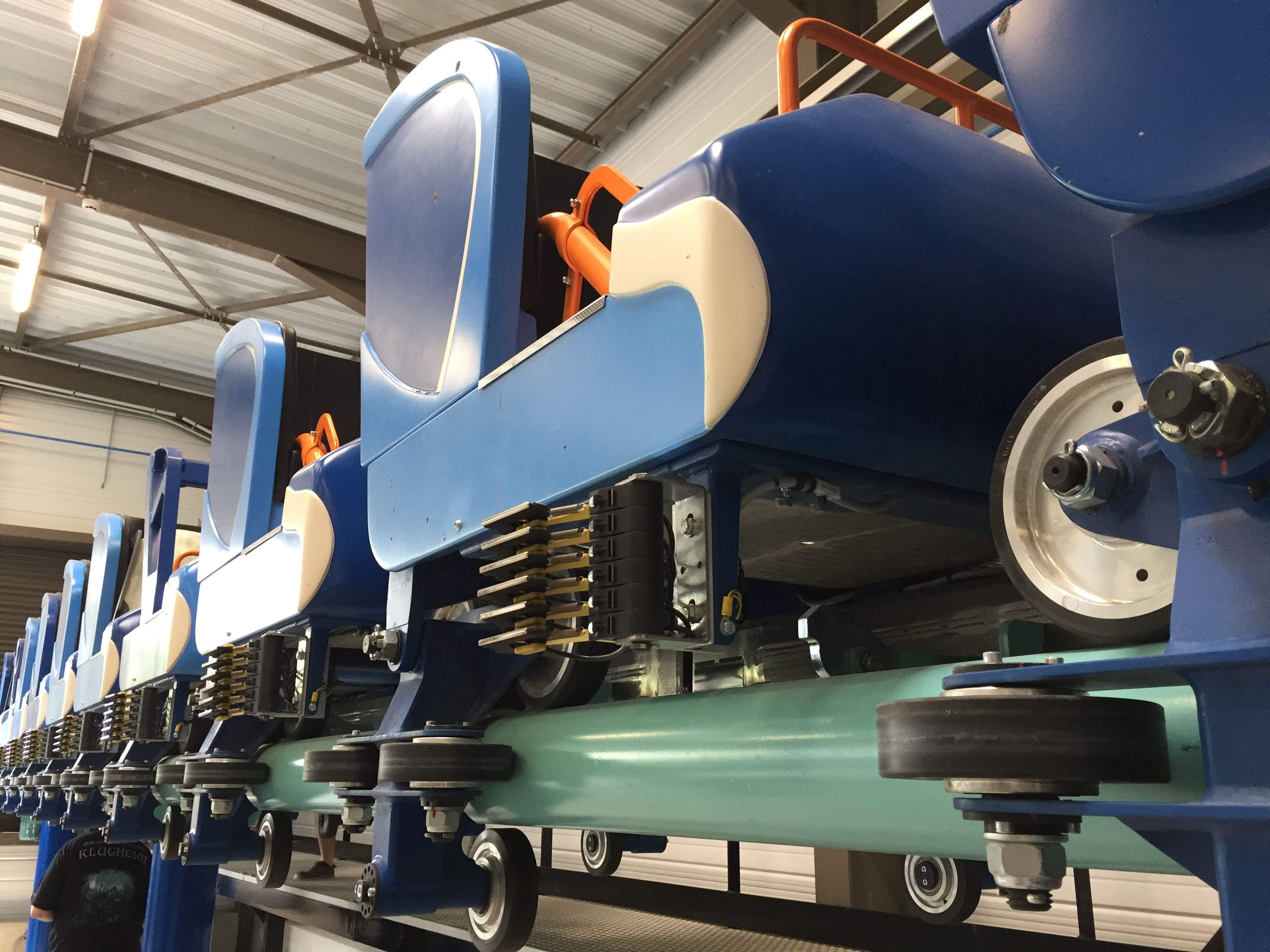
Train de Pégase Express, au parc Astérix
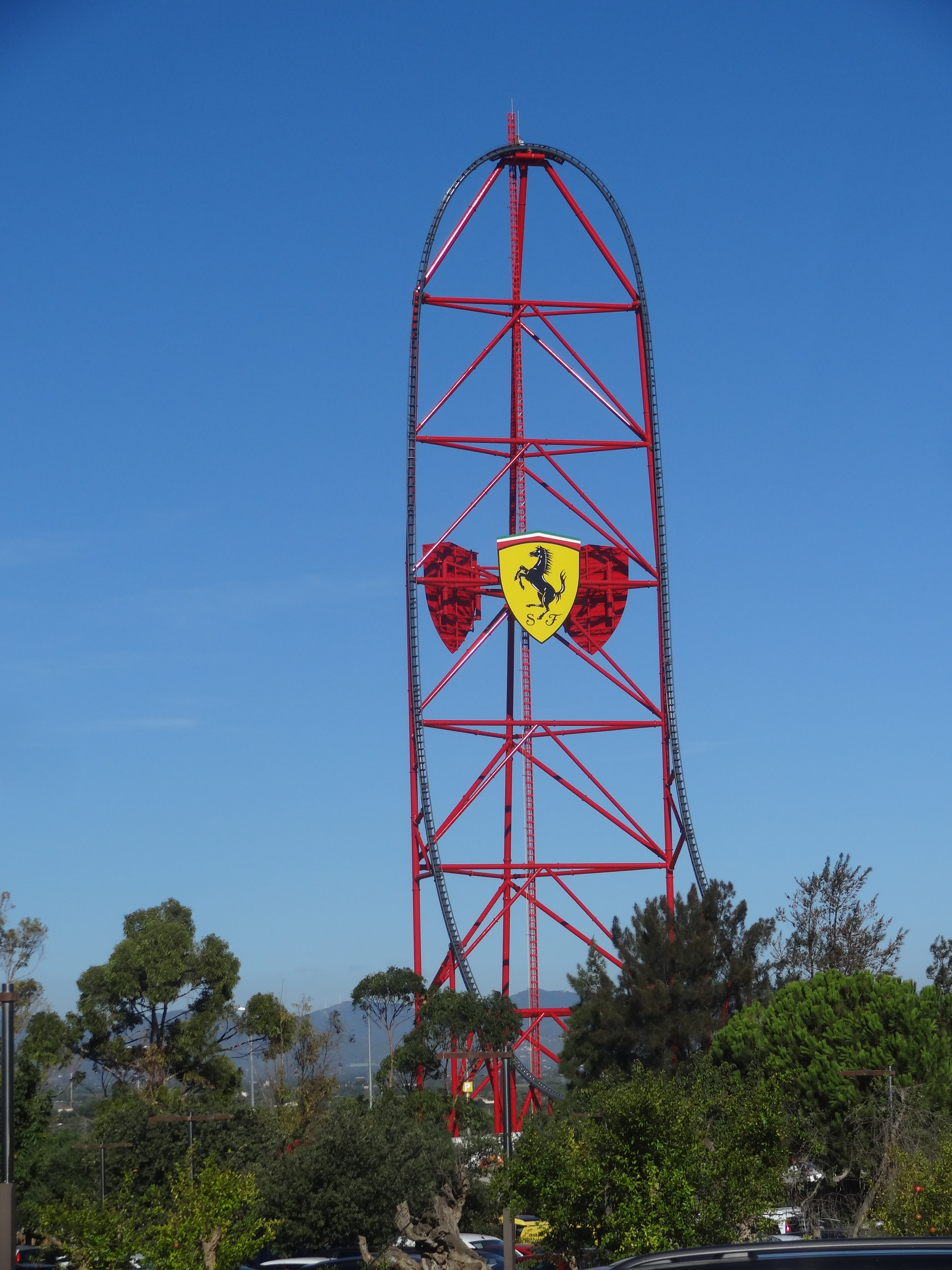
Red Force à Ferrari Land
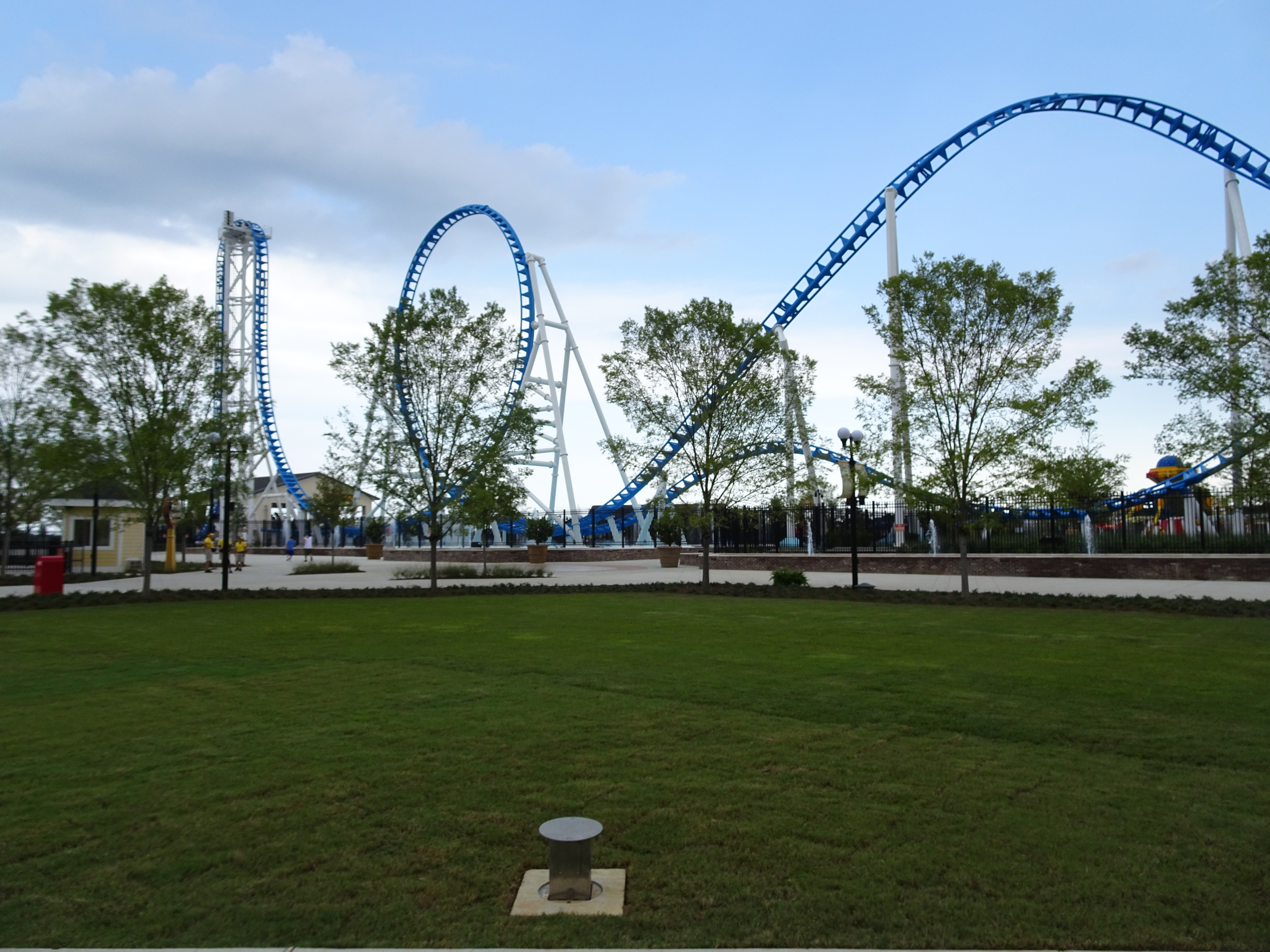
Rollin' Thunder au Park at OWA
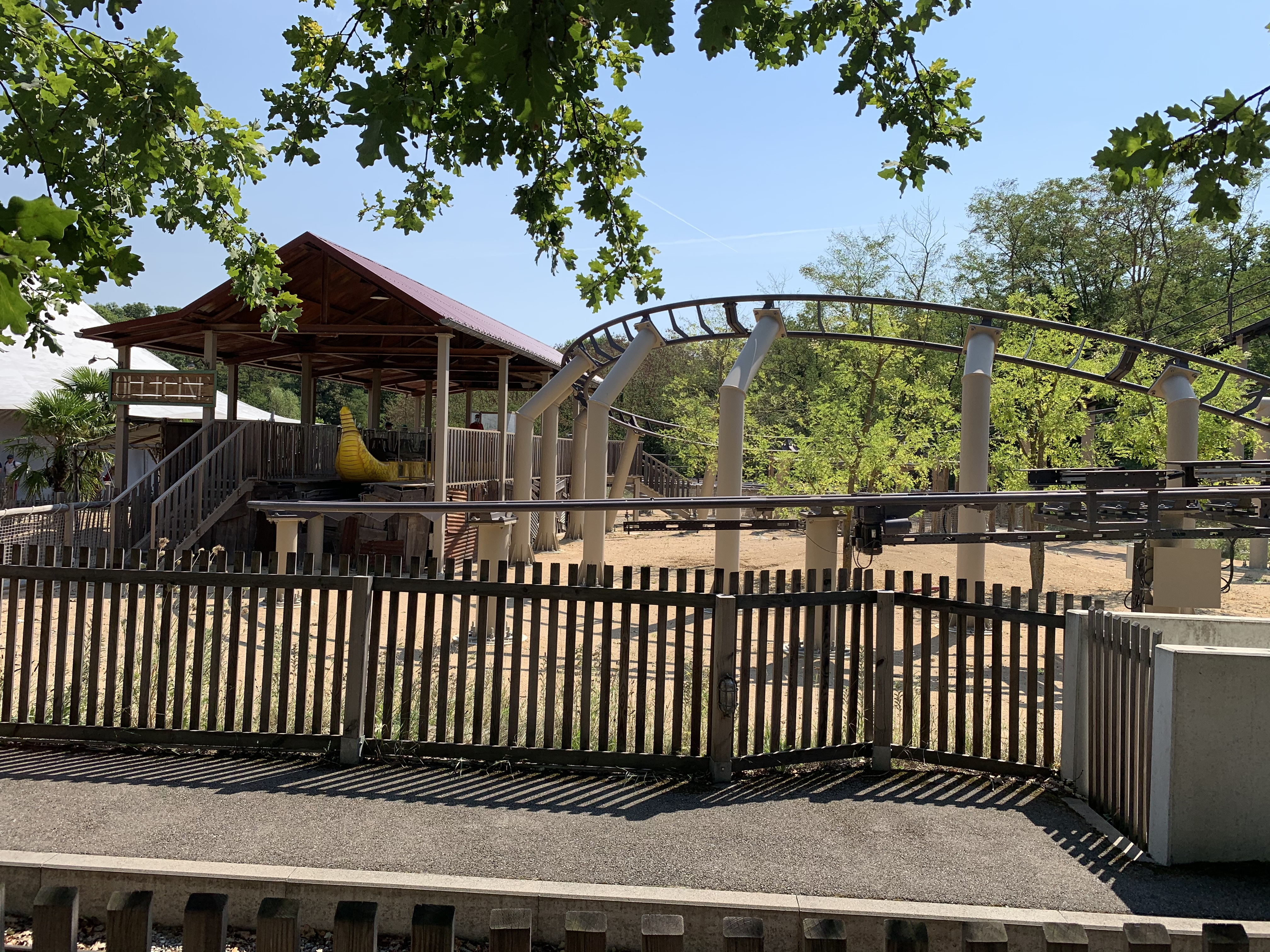
Le Serpent au parc du Petit Prince
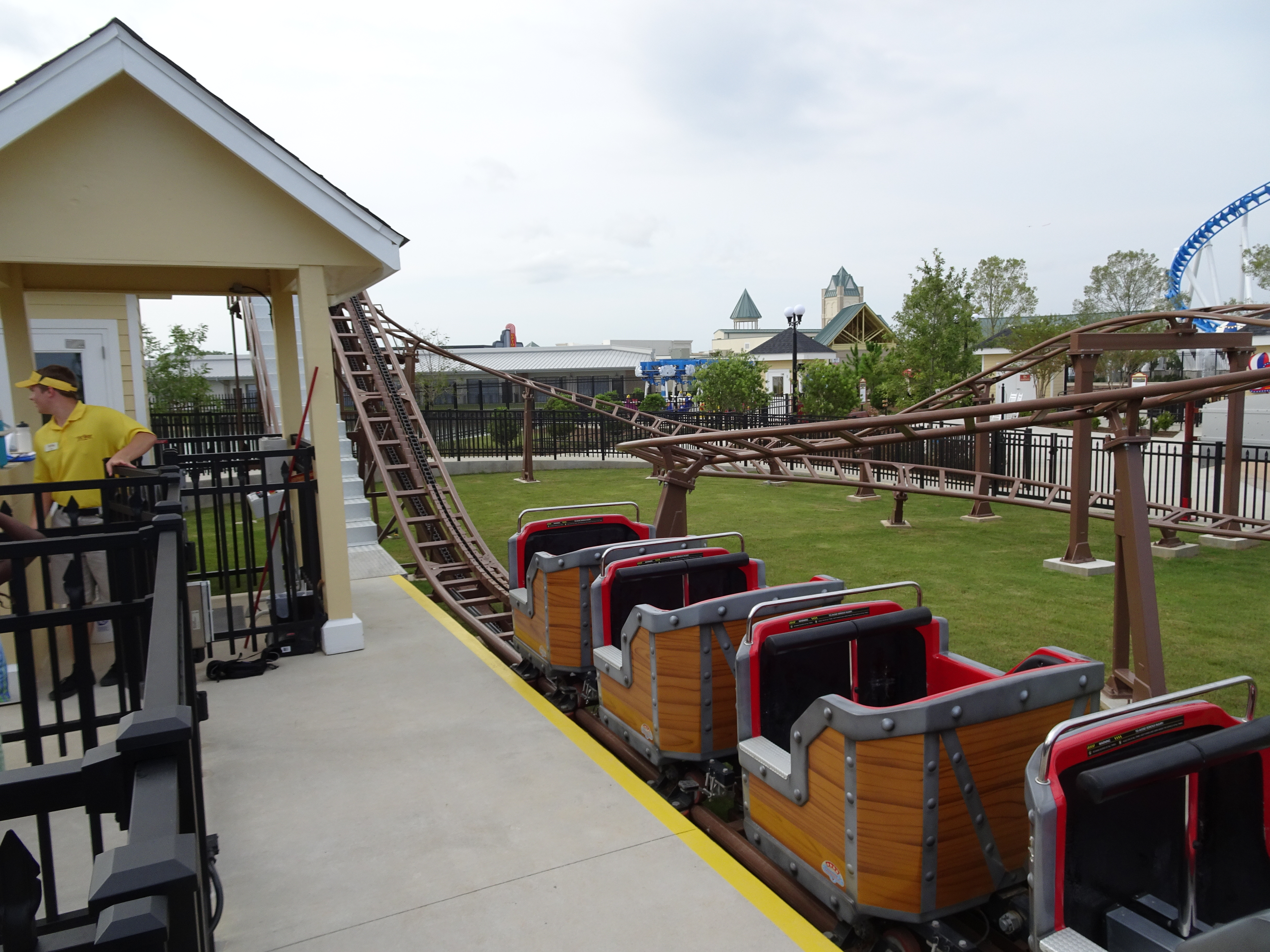
Southern Express au Park at OWA
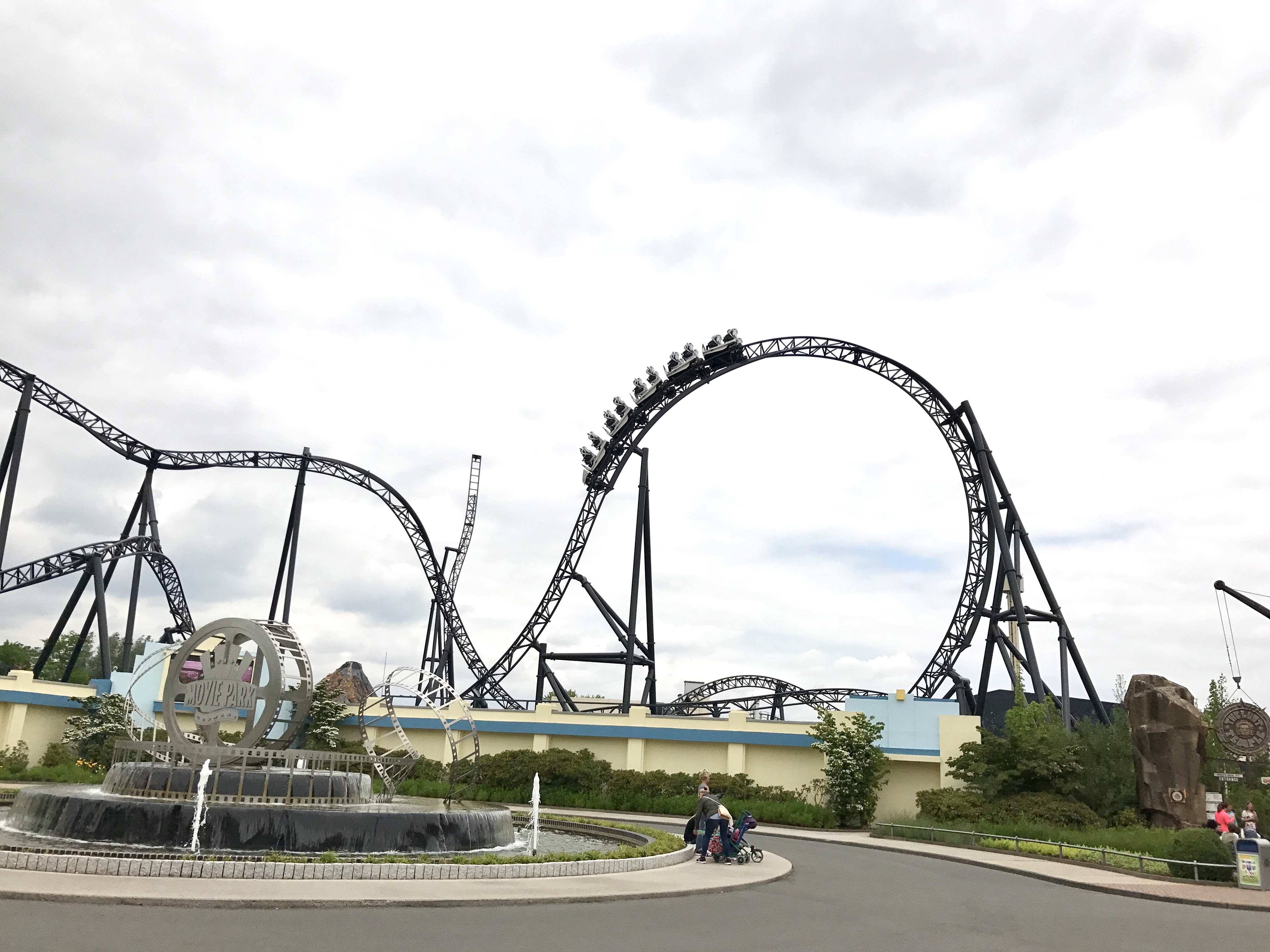
Star Trek: Operation Enterprise à Movie Park Germany
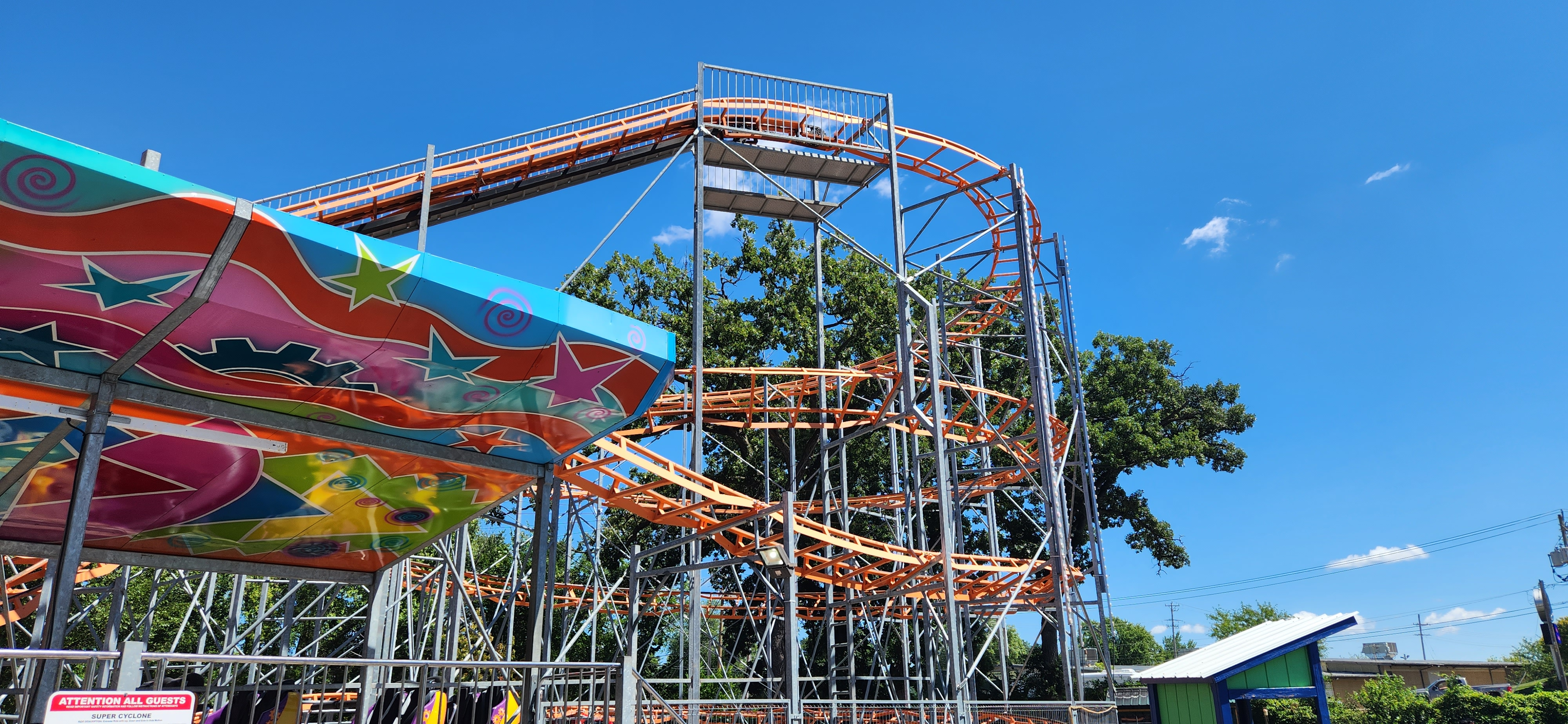
Super Cyclone à Santa's Village AZoosment Park
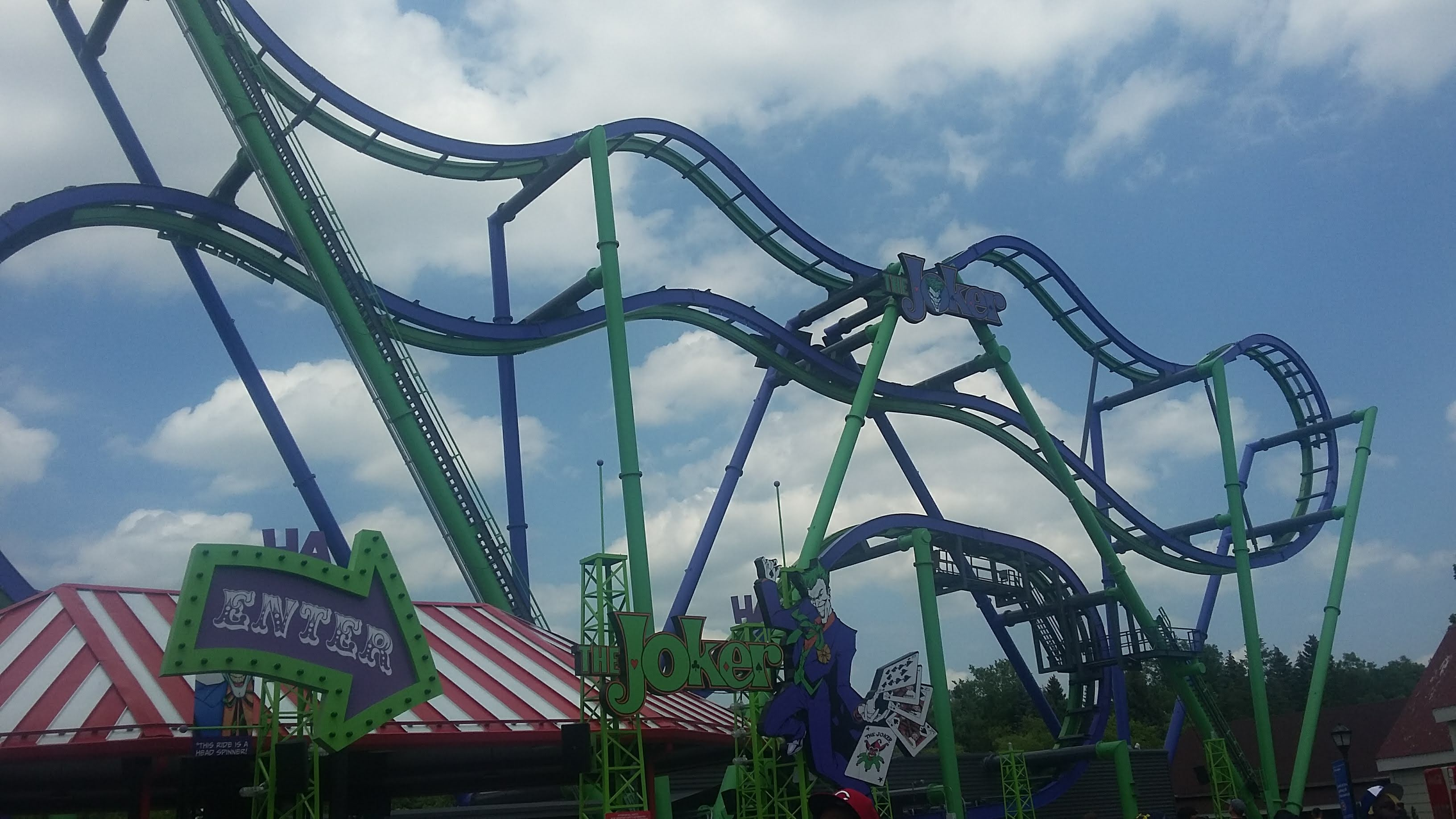
The Joker à Six Flags Great America
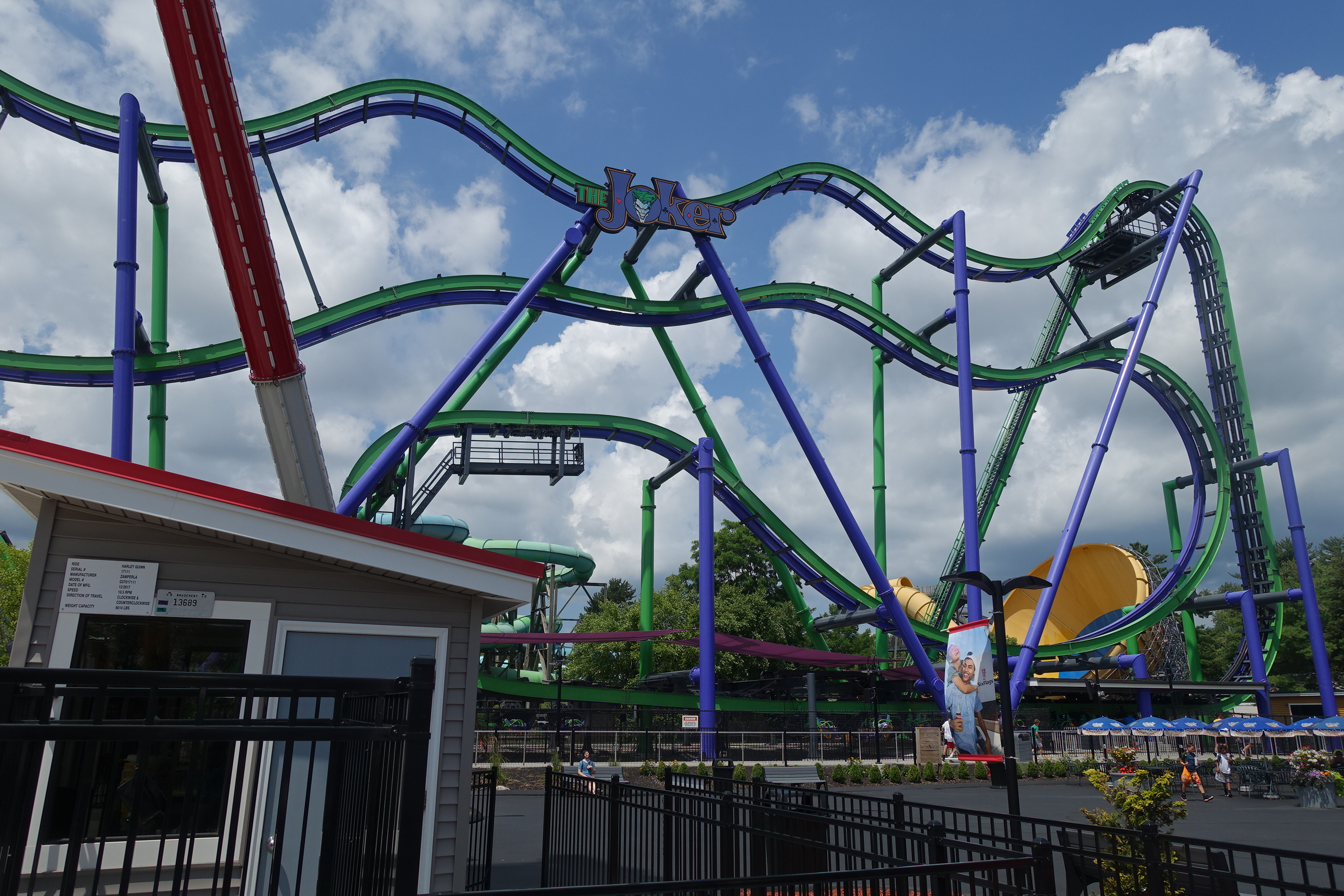
The Joker à Six Flags New England
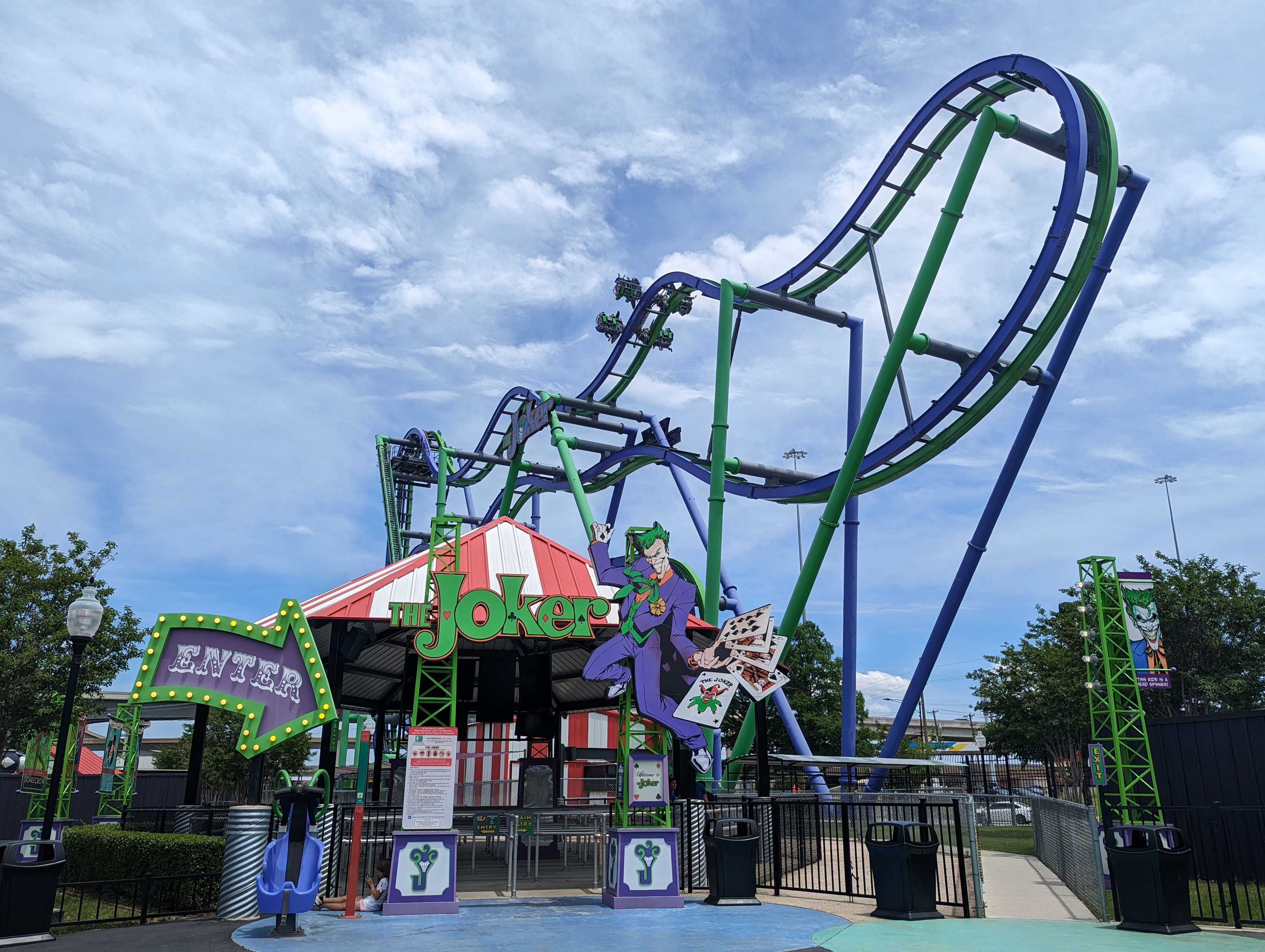
The Joker à Six Flags Over Texas
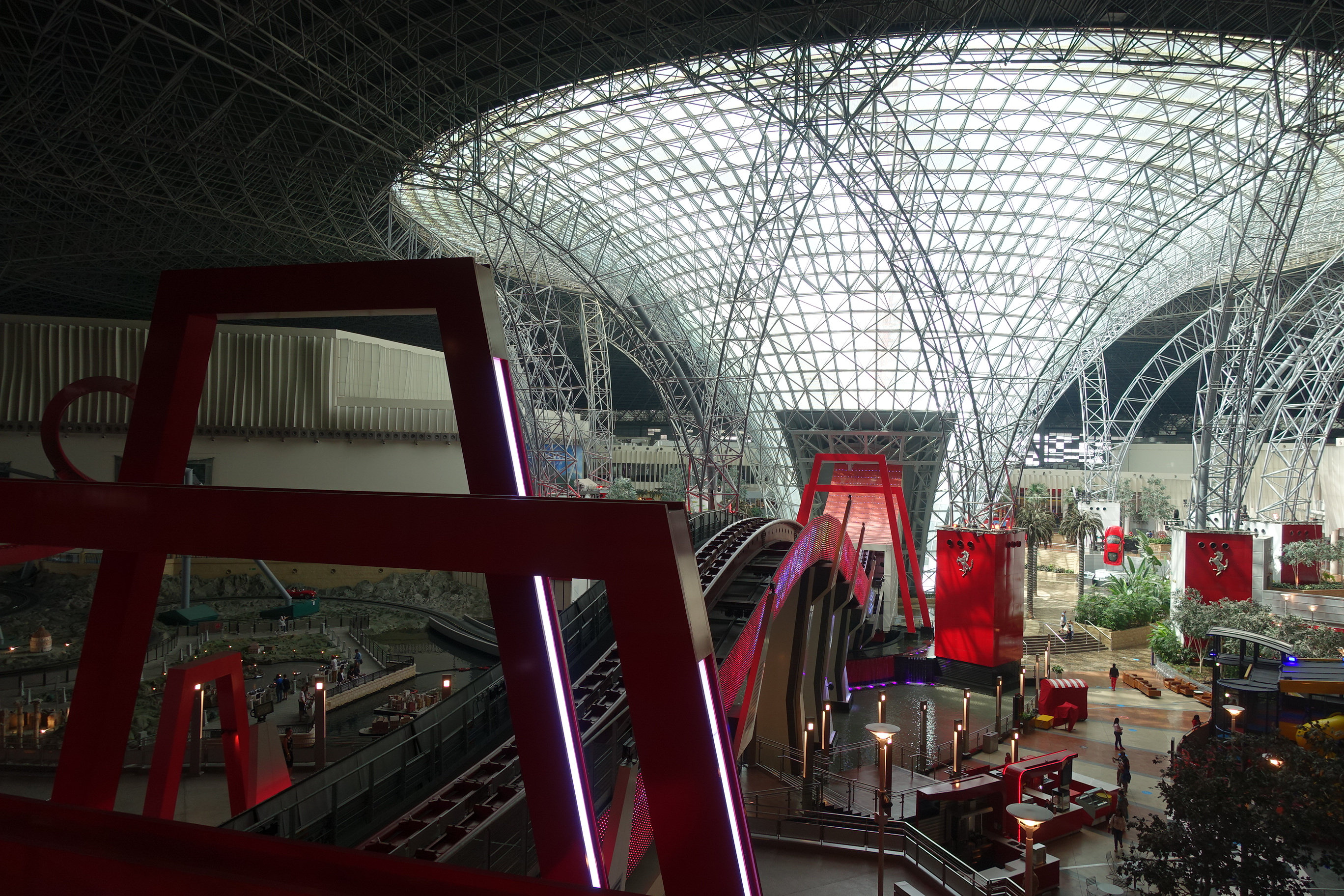
Turbo Track à Ferrari World Abu Dhabi
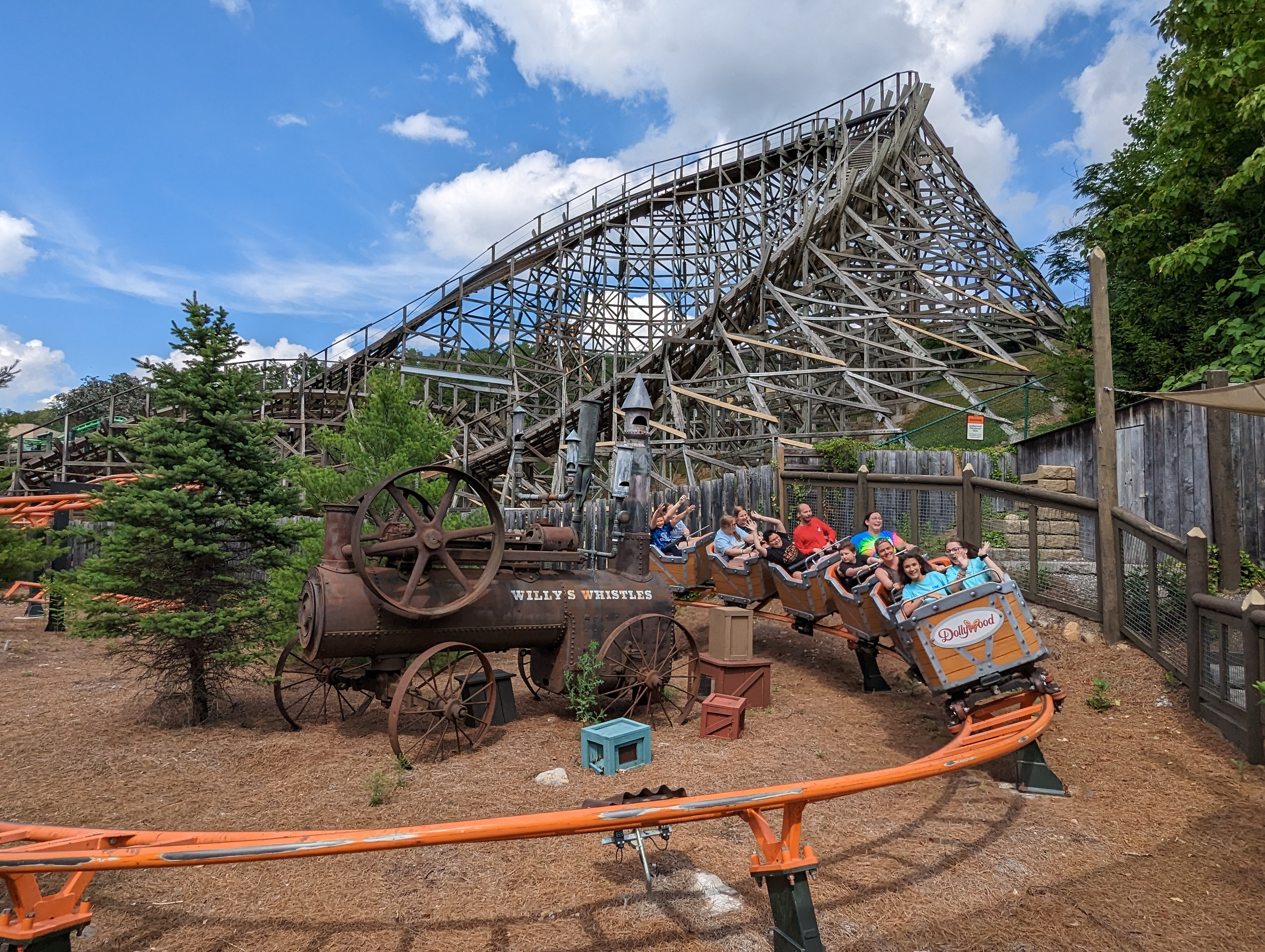
Whistle Punk Chaser à Dollywood

### Autres attractions
| Nom                                          | Type / Modèle                                 | Constructeur                                           | Parc                            | Pays         |
| -------------------------------------------- | --------------------------------------------- | ------------------------------------------------------ | ------------------------------- | ------------ |
| Aerozoom                                     | Aerozoom                                      | Zamperla                                               | OWA Alabama                     | États-Unis   |
| Air Racer                                    | Air Race                                      | Zamperla                                               | OWA Alabama                     | États-Unis   |
| Anaconda                                     | Shoot the Chute                               | Intamin                                                | Energylandia                    | Pologne      |
| Avatar Flight of Passage                     | Flying theater                                | Vekoma                                                 | Disney's Animal Kingdom         | États-Unis   |
| Atlantique Sud                               | Bûches                                        | Soquet                                                 | Parc du Petit Prince            | France       |
| Bateau Pirate (le)                           | Bateau à bascule                              | SBF Visa Group                                         | Babyland-Amiland                | France       |
| Beach Rescue                                 | Jet Skis                                      | Zierer                                                 | Holiday Park                    | Allemagne    |
| Big Mama                                     | Bûches                                        | Mack Rides                                             | Skyline Park                    | Allemagne    |
| Canad'R                                      | Flying Fury                                   | Technical Park                                         | Parc touristique des Combes     | France       |
| Crazy Motors                                 | Apollo Sidecars                               | Technical Park                                         | Papéa Parc                      | France       |
| De Dierenmolen                               | Carrousel                                     | Wood Design                                            | Plopsaland De Panne             | Belgique     |
| Desperado 4D                                 | CinemAction                                   | Alterface Projects                                     | Dennlys Parc                    | France       |
| Despicable Me Minion Mayhem                  | Cinéma dynamique                              | Infitec/Universal Creative/ Illumination Entertainment | Universal Studios Japan         | Japon        |
| Do-Si-Do                                     | Troïka                                        | Huss Park Attractions                                  | Carowinds                       | États-Unis   |
| Dragon Race                                  | Air Race                                      | Zamperla                                               | Gyeongju World                  | Corée du Sud |
| Drop Line                                    | Skyfall                                       | Funtime                                                | Dollywood                       | États-Unis   |
| Eye of the Storm                             | Giant Loop                                    | Larson International                                   | Kentucky Kingdom                | États-Unis   |
| Falcon's Flight                              | Condor                                        | Huss Park Attractions                                  | Worlds of Fun                   | États-Unis   |
| Ferris Wheel                                 | Grande roue                                   | Technical Park                                         | Casino Pier                     | États-Unis   |
| Fischerboote                                 | Manège bateau                                 | Metallbau Emmeln                                       | Holiday Park                    | Allemagne    |
| Flug-Duell                                   | Sky Fly                                       | Gerstlauer                                             | Erlebnispark Tripsdrill         | Allemagne    |
| Flying Carousel                              | Chaises volantes                              | Zamperla                                               | OWA Alabama                     | États-Unis   |
| Flying Dreams                                | Flying theater                                | Brogent Technologies                                   | Ferrari Land                    | Espagne      |
| Frisbee                                      | Frisbee                                       | Far Fabbri                                             | Magic Park Land                 | France       |
| Ghostbusters 5D - Die ultimative Geisterjagd | Parcours scénique interactif                  | Triotech                                               | Heide Park                      | Allemagne    |
| Gockeljagd                                   | Chevaux galopants                             | Metallbau Emmeln                                       | Familypark                      | Autriche     |
| Golden Driller                               | Tour de chute                                 | Intamin                                                | Fraispertuis-City               | France       |
| Gunslinger                                   | Power Surge                                   | Zamperla                                               | Frontier City                   | États-Unis   |
| Hershey Triple Tower                         | Space Shot                                    | S&S Worldwide                                          | Hersheypark                     | États-Unis   |
| Het Magische Bos                             | Parcours scénique interactif                  | Alterface Projects                                     | Comics Station                  | Belgique     |
| Het Draken Nest                              | Mega Disk'O                                   | Zamperla                                               | Avonturenpark Hellendoorn       | Pays-Bas     |
| High Fly                                     | Giant Frisbee                                 | SBF Visa Group                                         | Skyline Park                    | Allemagne    |
| Hvirvelvinden                                | Frisbee                                       | Zamperla                                               | Fårup Sommerland                | Danemark     |
| Ikaros                                       | Tour de chute                                 | Intamin                                                | Gröna Lund                      | Suède        |
| Iron Man Experience                          | Simulateur                                    | Thales Training & Simulation                           | Hong Kong Disneyland            | Chine        |
| Jungle Adventure                             | Rivière rapide en bouées                      | Intamin                                                | Energylandia                    | Pologne      |
| Junior Championship                          | Speedway                                      | Zamperla                                               | Ferrari Land                    | Espagne      |
| Justice League: Battle for Metropolis        | Parcours scénique interactif                  | Sally Corporation/ Oceaneering International           | Six Flags Great Adventure       | États-Unis   |
| Justice League: Battle for Metropolis        | Parcours scénique interactif                  | Sally Corporation/ Oceaneering International           | Six Flags Magic Mountain        | États-Unis   |
| Justice League: Battle for Metropolis        | Parcours scénique interactif                  | Sally Corporation/ Oceaneering International           | Six Flags Over Georgia          | États-Unis   |
| Kaleidoscope                                 | Troïka                                        | Huss Park Attractions                                  | Dorney Park & Wildwater Kingdom | États-Unis   |
| Kärnanpulten                                 | Sky Fly                                       | Gerstlauer                                             | Hansa-Park                      | Allemagne    |
| Loke                                         | Giant Frisbee                                 | Intamin                                                | Liseberg                        | Suède        |
| Lucky Luke 4D film                           | Cinéma 4-D                                    |                                                        | Comics Station                  | Belgique     |
| Lucky Luke Express                           | Cinéma interactif-galerie de tir              | Alterface Projects                                     | Comics Station                  | Belgique     |
| Lumber Jump                                  | Tour de chute                                 | Zamperla                                               | Thorpe Park                     | Royaume-Uni  |
| Magia                                        | Heavy Rotation                                | Technical Park                                         | Linnanmäki                      | Finlande     |
| Maranello Grand Race                         | Circuit automobile / Italian Dream            | C&S                                                    | Ferrari Land                    | Espagne      |
| Miølnyr                                      | Air Race                                      | Zamperla                                               | Festyland                       | France       |
| MonORail                                     | Monorail                                      | Soquet                                                 | Walibi Rhône-Alpes              | France       |
| Monorail Grifone                             | Monorail suspendu                             | SBF Visa Group                                         | Energylandia                    | Pologne      |
| Mustang Runner                               | Troïka                                        | Huss Park Attractions                                  | Worlds of Fun                   | États-Unis   |
| Na'vi River Journey                          | Barque scénique                               | Walt Disney Imagineering, Lightstorm Entertainment     | Disney's Animal Kingdom         | États-Unis   |
| Ninjago the Ride                             | Parcours scénique interactif                  | ART Engineering / Triotech                             | Legoland Deutschland            | Allemagne    |
| Ninjago the Ride                             | Parcours scénique interactif                  | ART Engineering / Triotech                             | Legoland Windsor                | Royaume-Uni  |
| Ninjago the Ride                             | Parcours scénique interactif                  | Triotech                                               | Legoland Florida                | États-Unis   |
| North Star                                   | Star Flyer                                    | Funtime                                                | Valleyfair                      | États-Unis   |
| Ocean Explorer                               | Parcours scénique                             | Chance Rides/ Irvine Ondrey Engineering.               | SeaWorld San Diego              | États-Unis   |
| Race through New York starring Jimmy Fallon  | Cinéma dynamique                              | Dynamic Structures                                     | Universal Studios Florida       | États-Unis   |
| Racing Legends                               | Cinéma 4-D OMNIMAX / Stargazer Motion Theatre | Simworx                                                | Ferrari Land                    | Espagne      |
| Rootin Tootin Target Trail                   | Parcours scénique interactif                  | Lagotronics Projects                                   | Pleasurewood Hills              | Angleterre   |
| Silver Wings                                 | Air Race                                      | Zamperla                                               | Parc Bagatelle                  | France       |
| Sol Spin                                     | Top Scan                                      | Mondial Rides                                          | Knott's Berry Farm              | États-Unis   |
| Sommerfuglen                                 | Sky Fly                                       | Gerstlauer                                             | Tivoli Friheden                 | Danemark     |
| Spinsanity                                   | Mega Disk'O                                   | Zamperla                                               | Six Flags St. Louis             | États-Unis   |
| Splash-o-Saure                               | Bûches                                        | Soquet                                                 | Parc du Bocasse                 | France       |
| Star Flyer                                   | Star Flyer                                    | Funtime                                                | Elitch Gardens                  | États-Unis   |
| Symbolica                                    | Parcours scénique                             | ETF Ride Systems                                       | Efteling                        | Pays-Bas     |
| Tasses (les)                                 | Tasses                                        | SBF Visa Group                                         | Papéa Parc                      | France       |
| This is Holland                              | Flying theater                                | Brogent Technologies                                   | Amsterdam-Nord                  | Pays-Bas     |
| Timber Splash                                | Bûches                                        | Reverchon Industries                                   | Kingoland                       | France       |
| Timber Tug Boat                              | Rockin' Tug                                   | Zamperla                                               | Thorpe Park                     | Royaume-Uni  |
| Titan                                        | Giant Discovery                               | Zamperla                                               | La Ronde                        | Canada       |
| Thrill Tower (Torre de caída libre)          | Turbo Drop                                    | S&S Worldwide                                          | Ferrari Land                    | Espagne      |
| Thrill Tower (Torre de rebote)               | Space Shot                                    | S&S Worldwide                                          | Ferrari Land                    | Espagne      |
| Viking Voyage                                | Bûches                                        | Interlink                                              | Tayto Park                      | Irlande      |
| Voletarium                                   | Flying theater                                | Brogent Technologies                                   | Europa-Park                     | Allemagne    |
| Voltigeur                                    | Chaises volantes                              |                                                        | Babyland-Amiland                | France       |
| Waldexpress                                  | Train panoramique                             | Metallbau Emmeln                                       | Familypark                      | Autriche     |
| Warm Up                                      | Rainbow                                       |                                                        | Kingoland                       | France       |
| Wave Rider                                   | Disk'O Coaster                                | Zamperla                                               | OWA Alabama                     | États-Unis   |
| Wildwaterbaan                                | Bûches                                        | Reverchon Industries                                   | Mondo Verde                     | Pays-Bas     |
| Wonder Woman: Lasso of Truth                 | Star Flyer                                    | Funtime                                                | Six Flags America               | États-Unis   |
| Wonder Woman: Lasso of Truth                 | Giant Discovery                               | Zamperla                                               | Six Flags Discovery Kingdom     | États-Unis   |
| Zephyr                                       | Chaises volantes                              | Zierer                                                 | Carowinds                       | États-Unis   |
| Zero Gravity                                 | Rotor                                         | SBF Visa Group                                         | Skyline Park                    | Allemagne    |

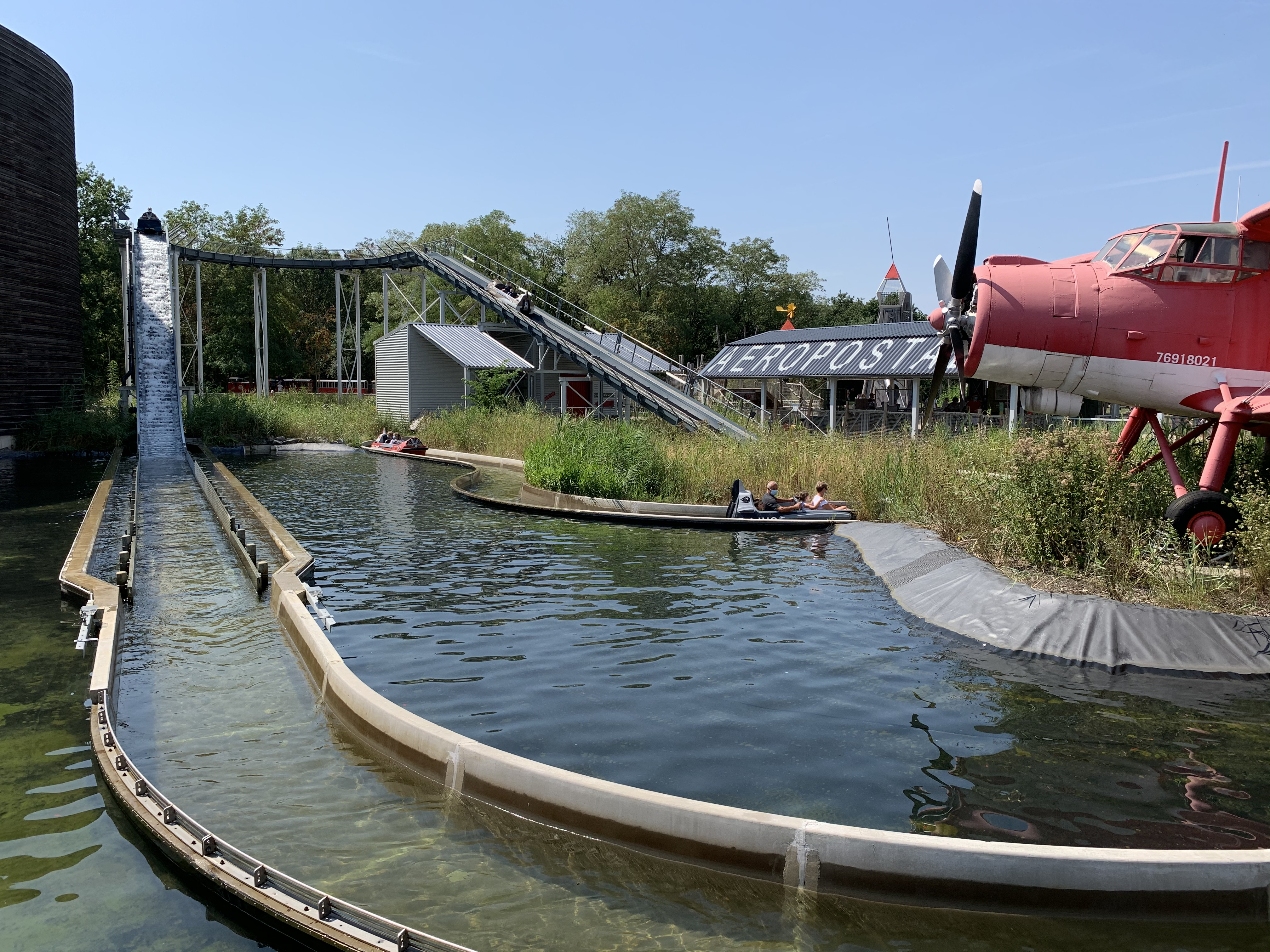
Atlantique Sud au parc du Petit Prince
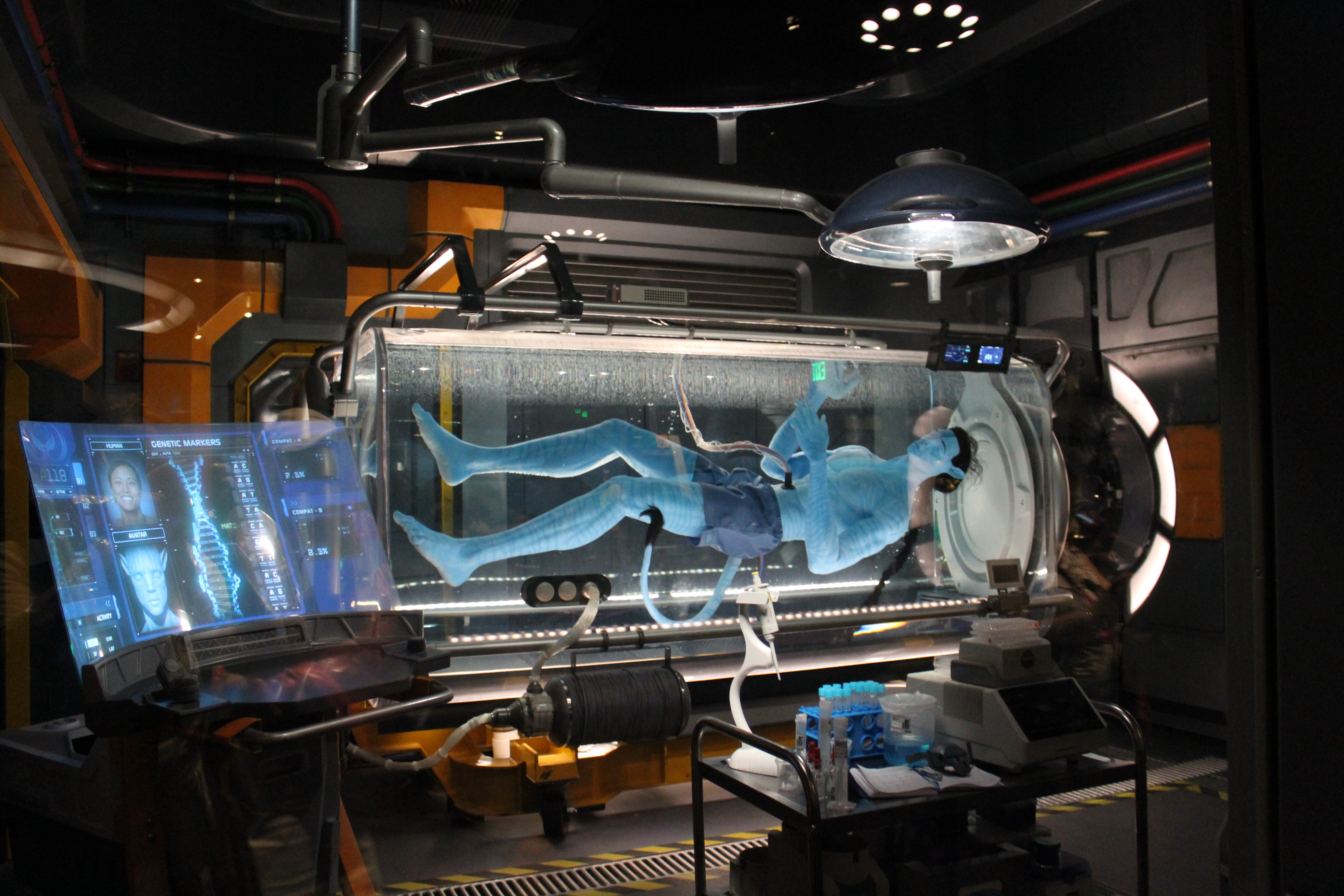
File d'attente d'Avatar Flight of Passage à Disney's Animal Kingdom
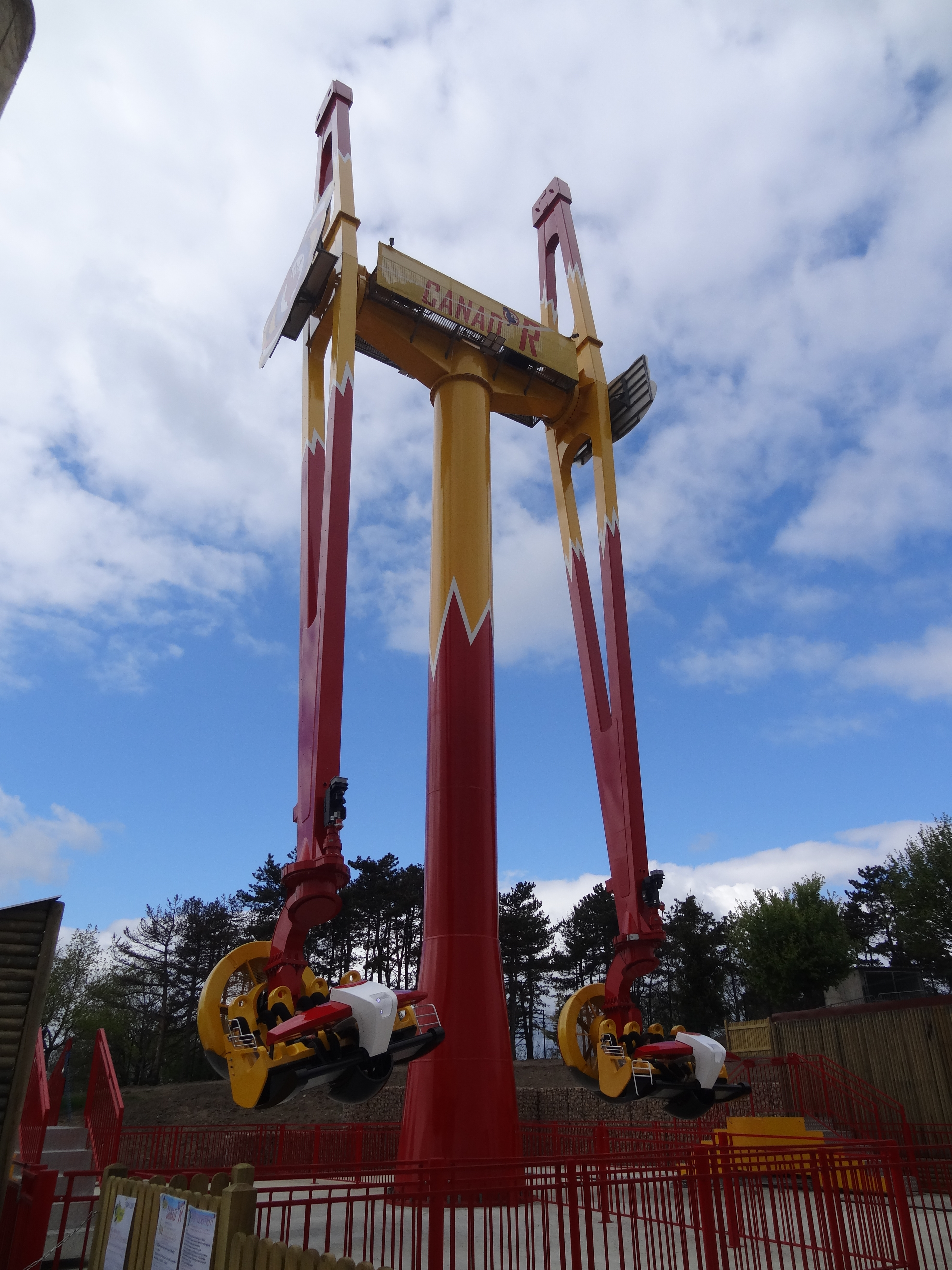
Canad'R au parc touristique des Combes
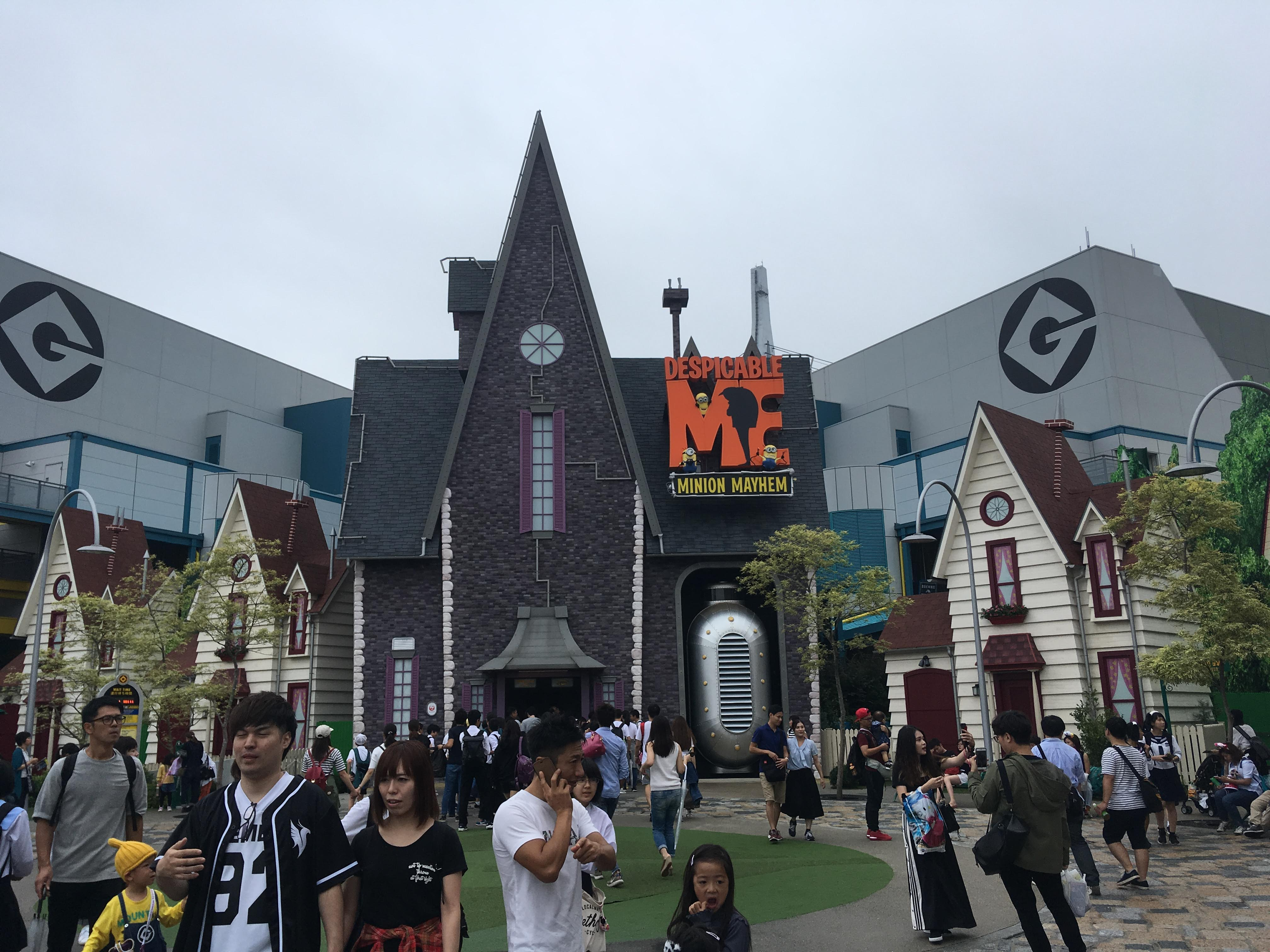
Despicable Me Minion Mayhem à Universal Studios Japan
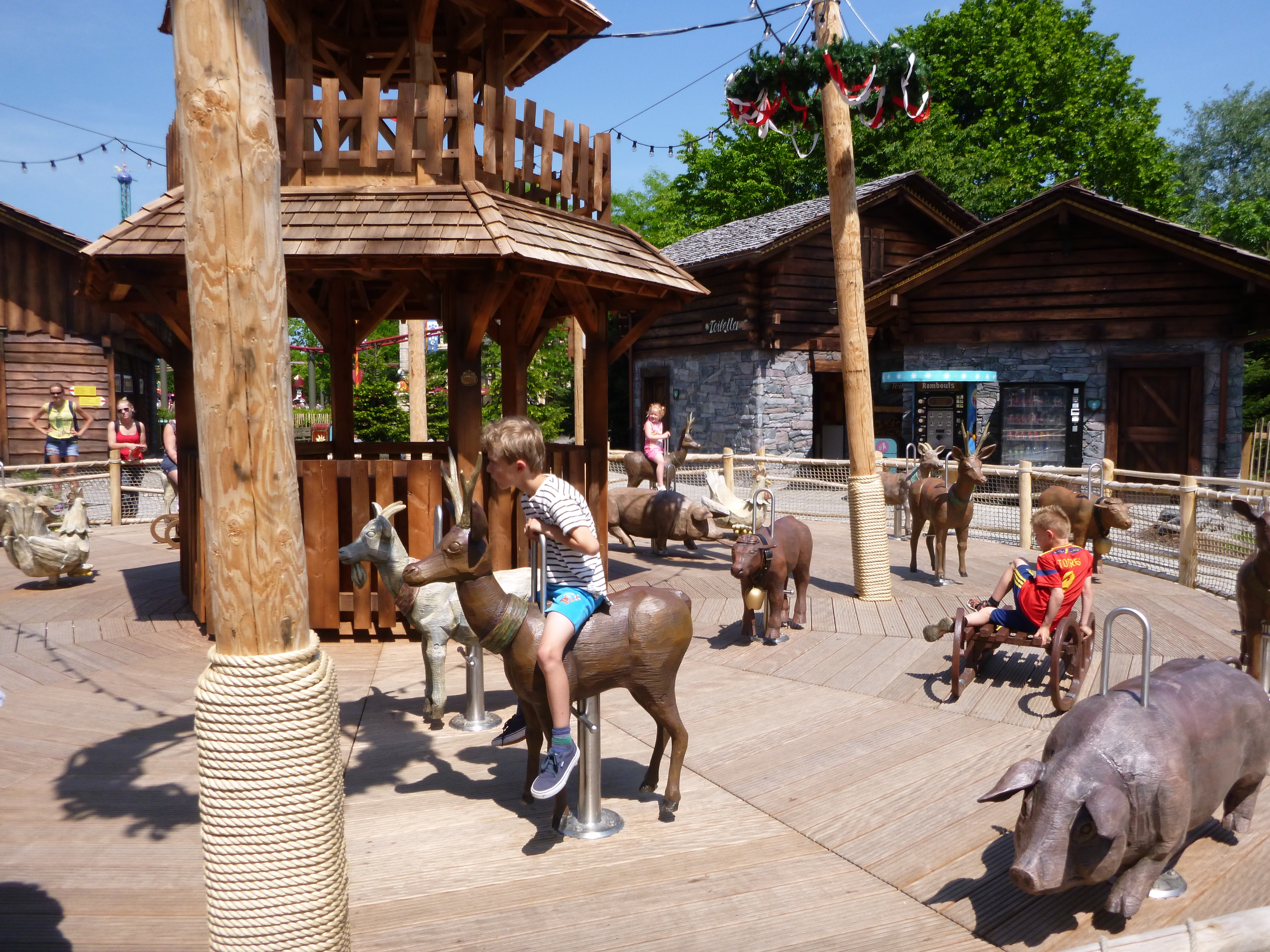
Dierenmolen à Plopsaland De Panne
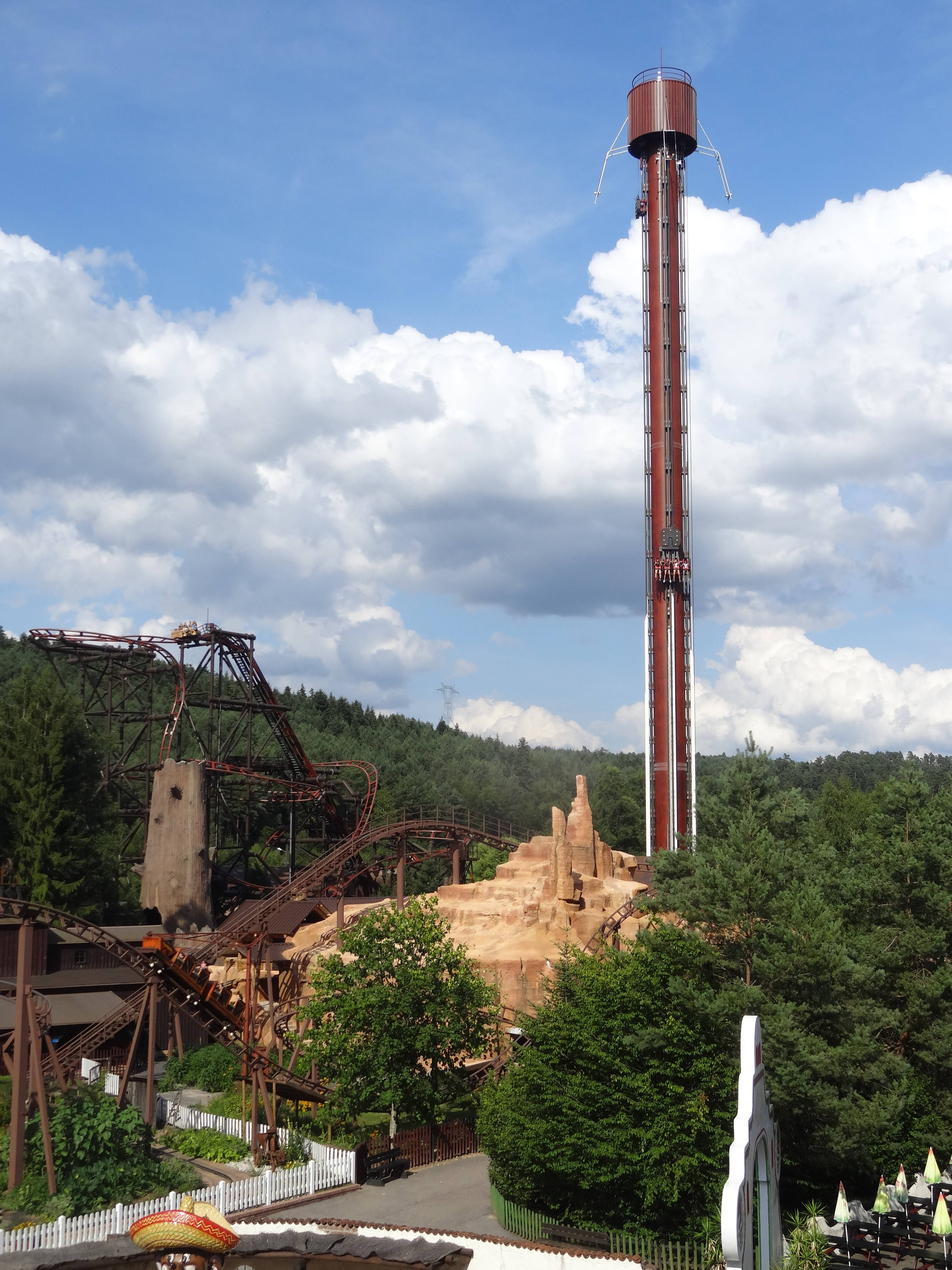
Golden Driller à Fraispertuis-City
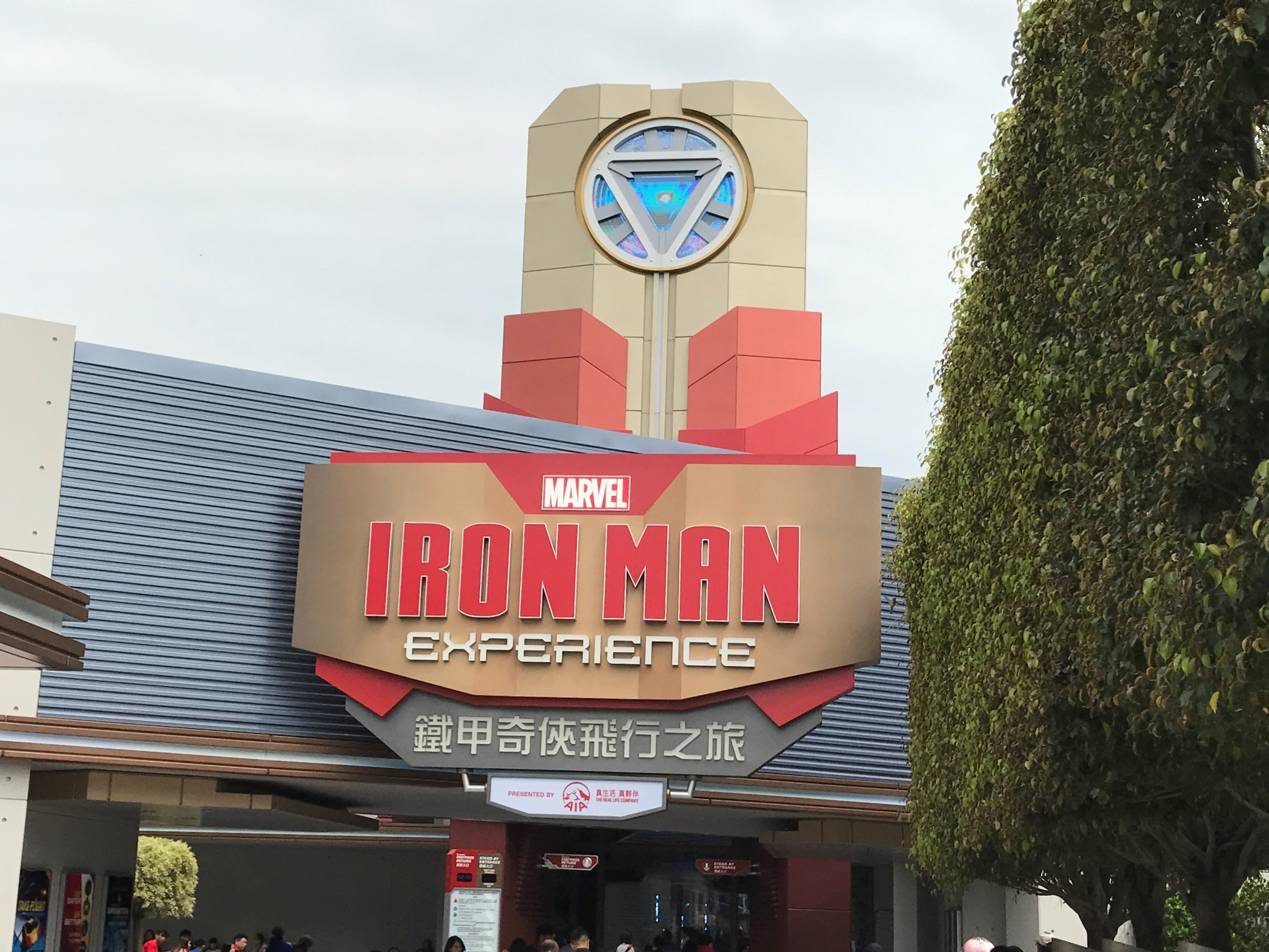
Iron Man Experience à Hong Kong Disneyland
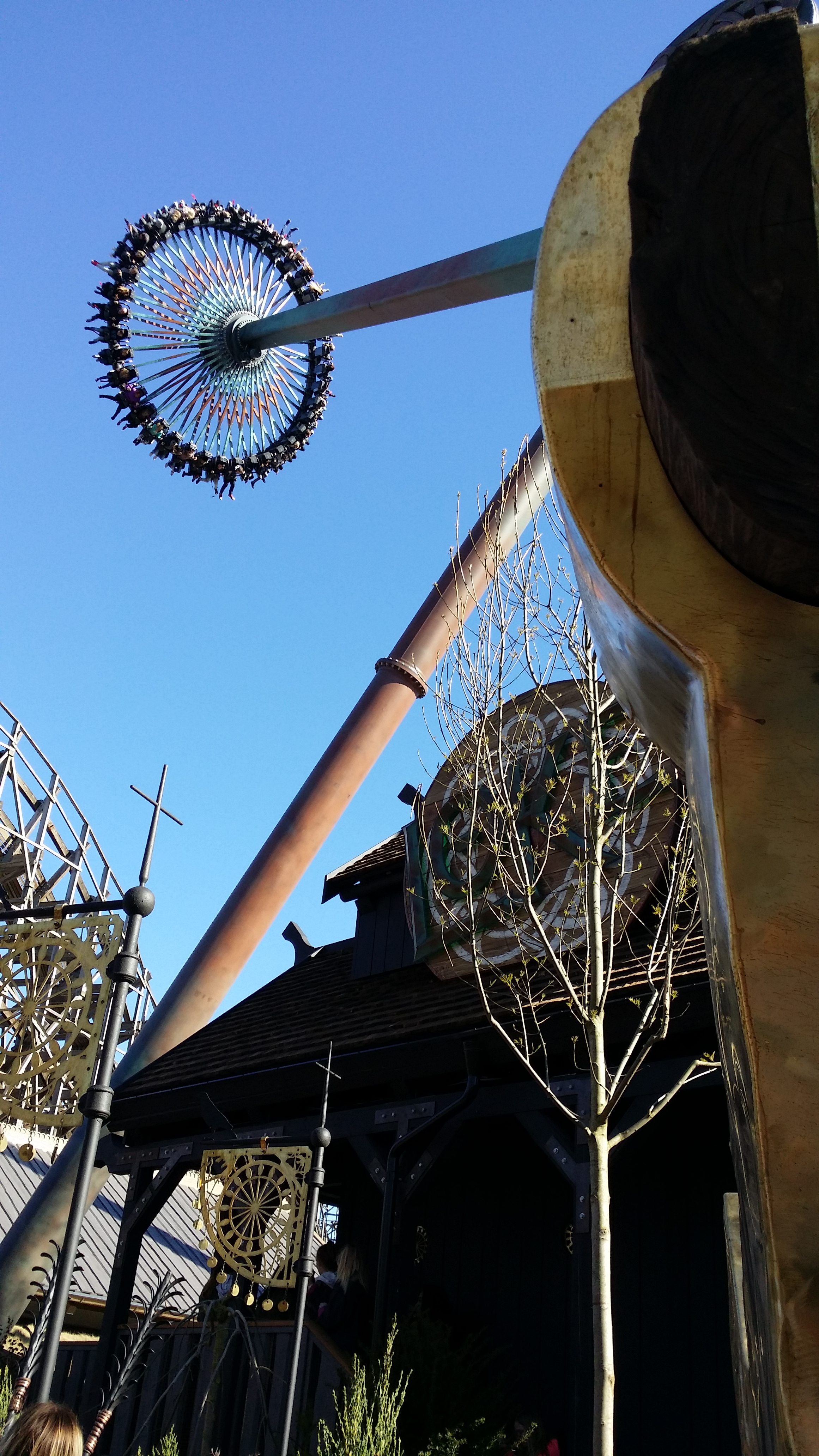
Loke à Liseberg
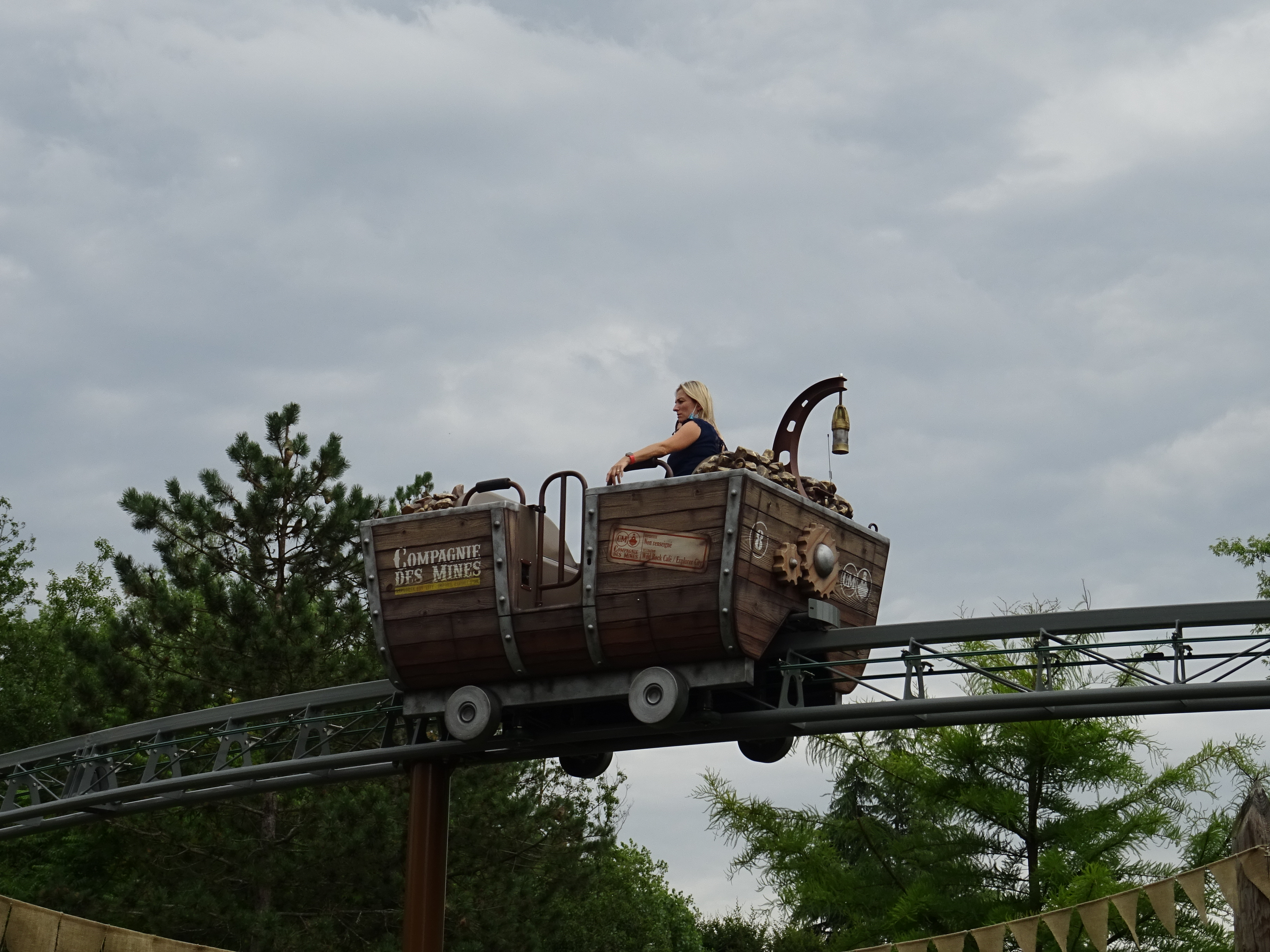
MonORail à Walibi Rhône-Alpes
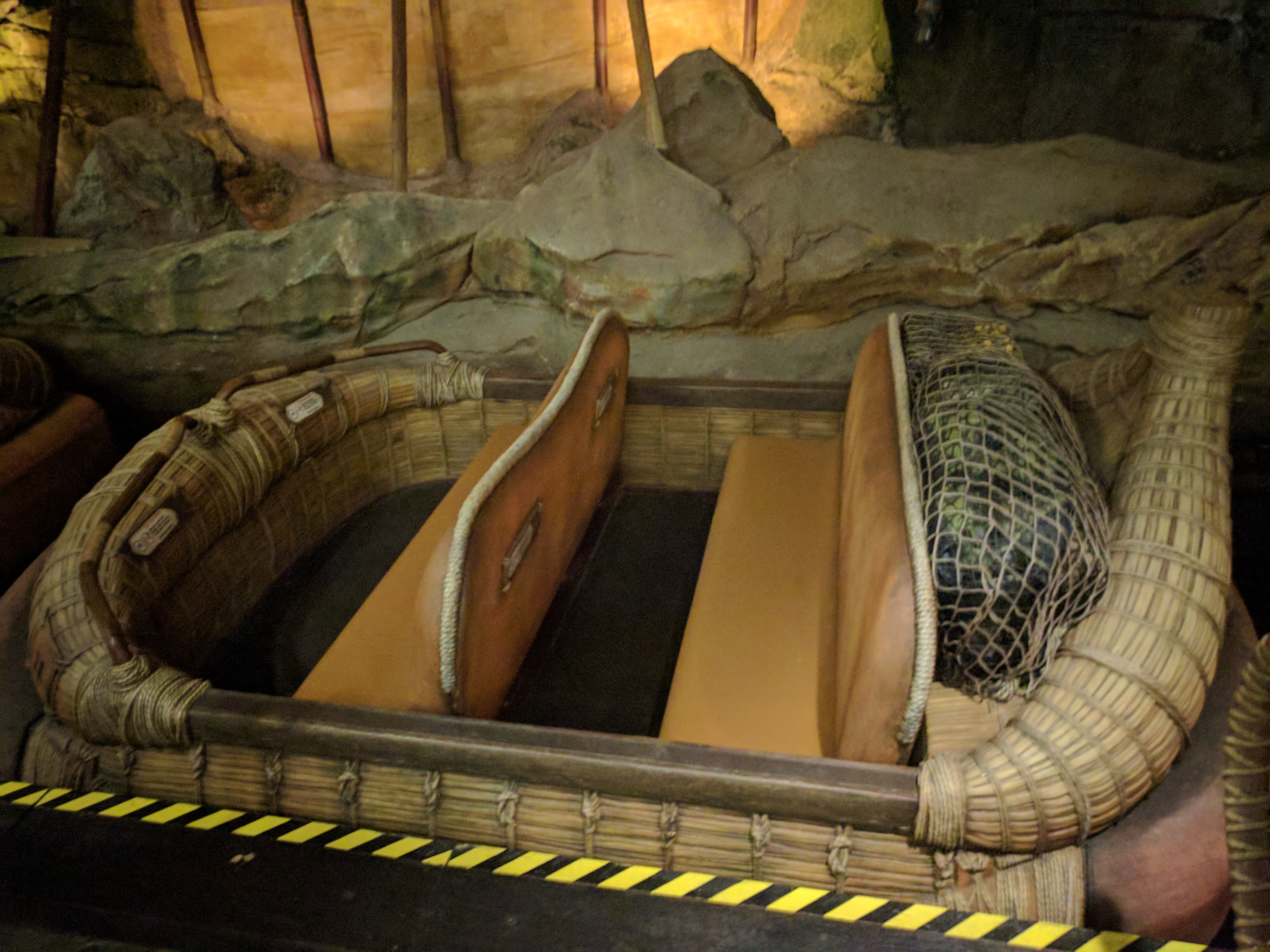
Na'vi River Journey à Disney's Animal Kingdom
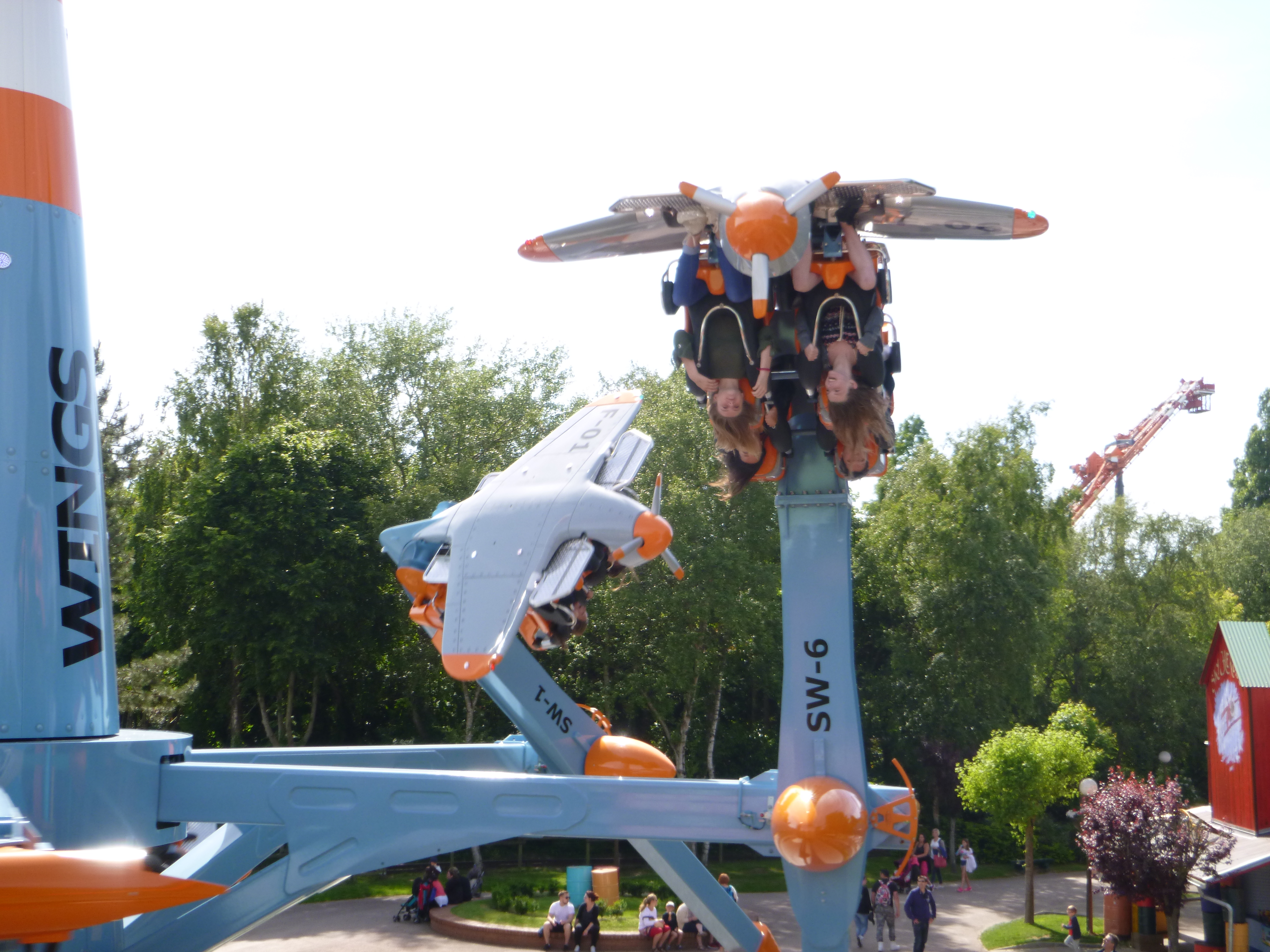
Silver Wings au parc Bagatelle
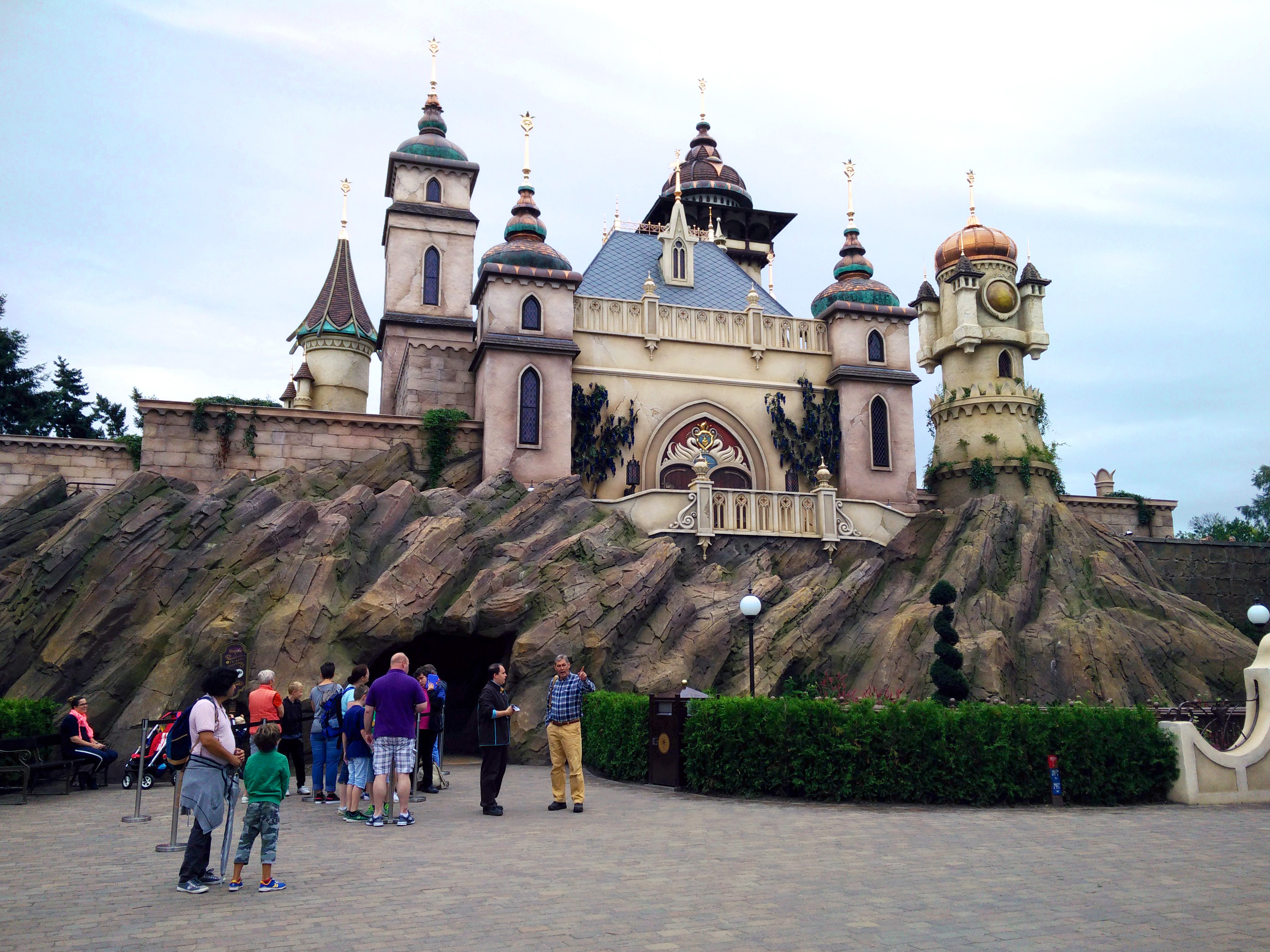
Symbolica à Efteling
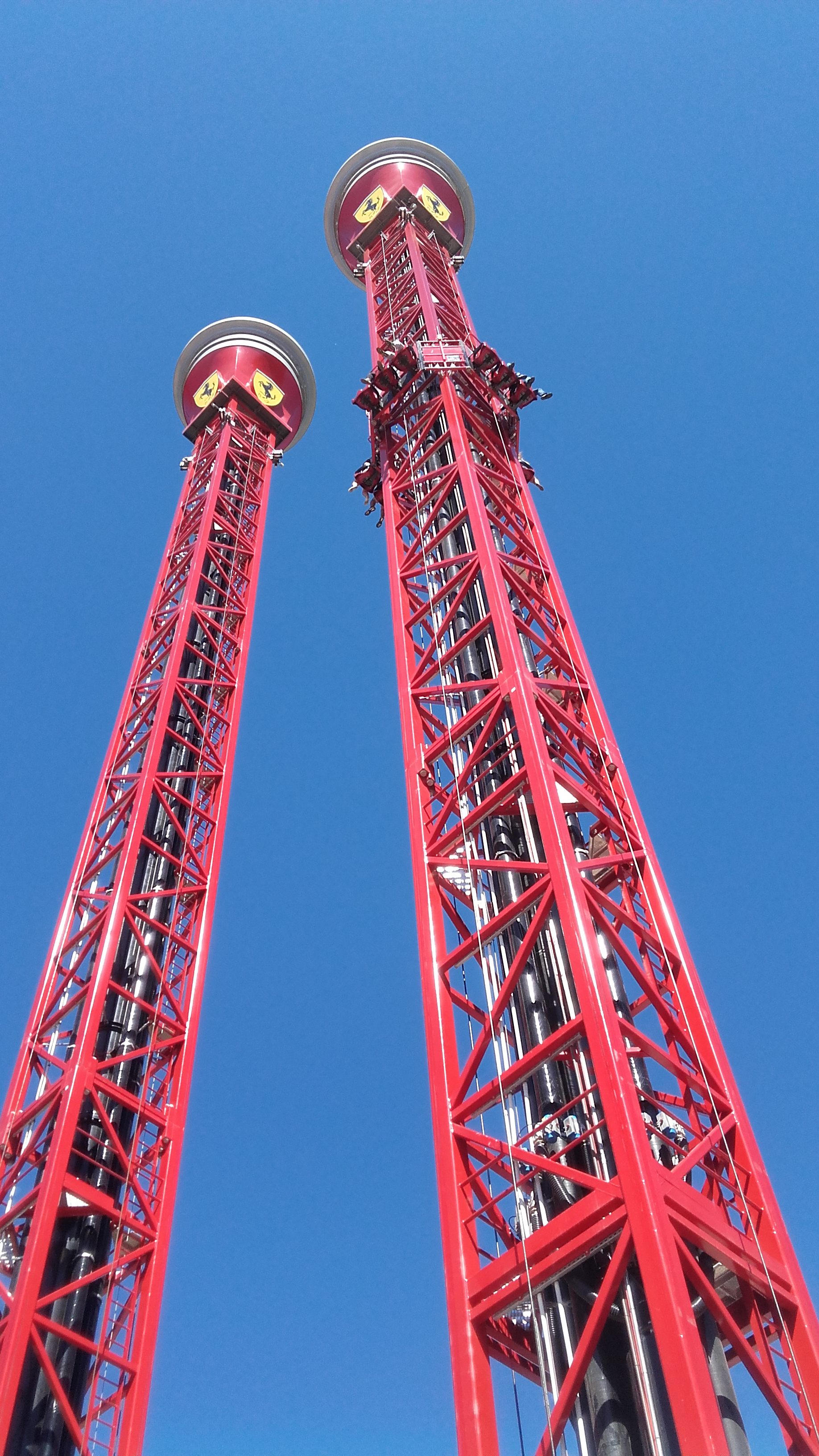
Thrill Towers à Ferrari Land
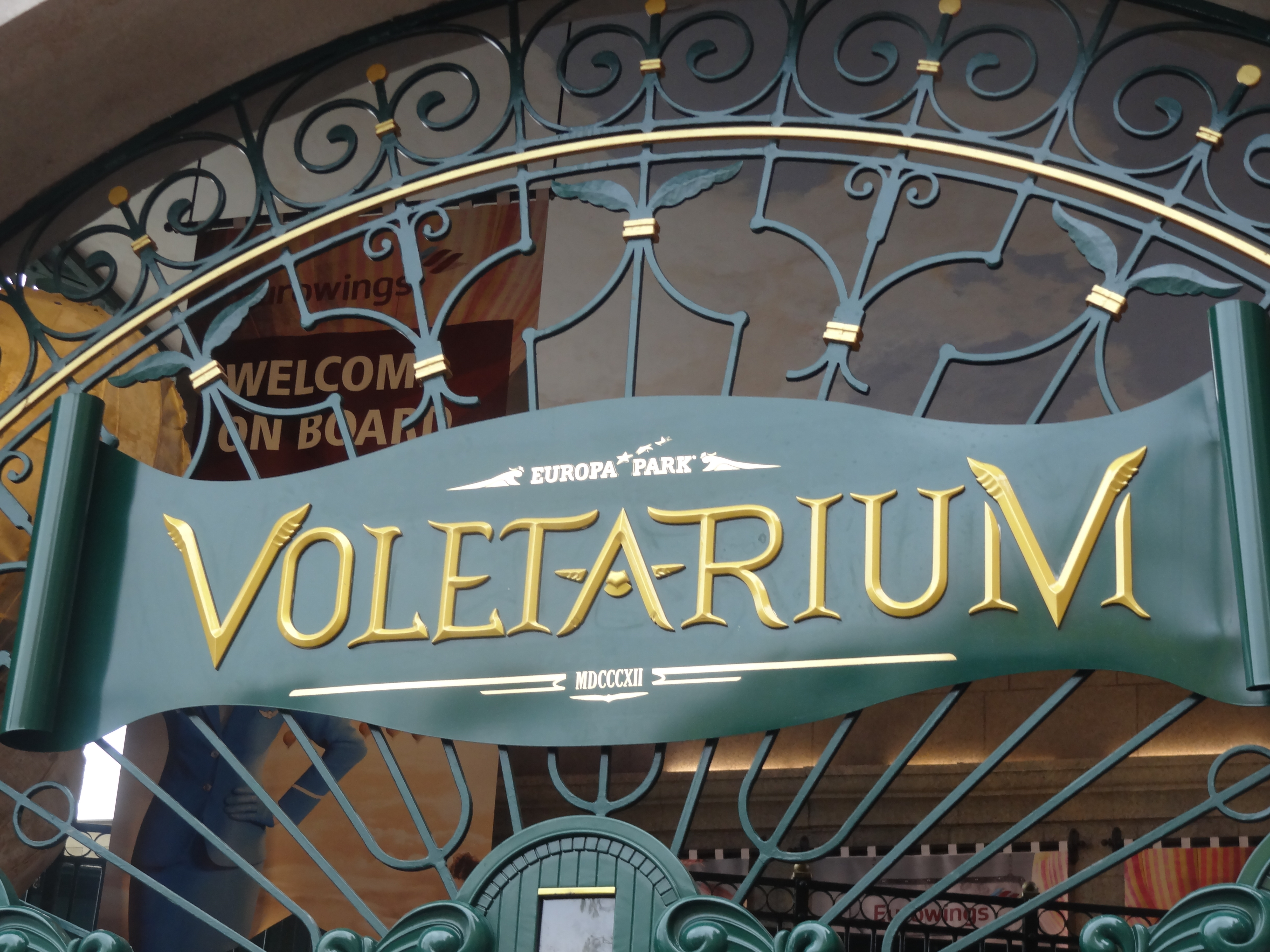
Entrée de Voletarium à Europa-Park
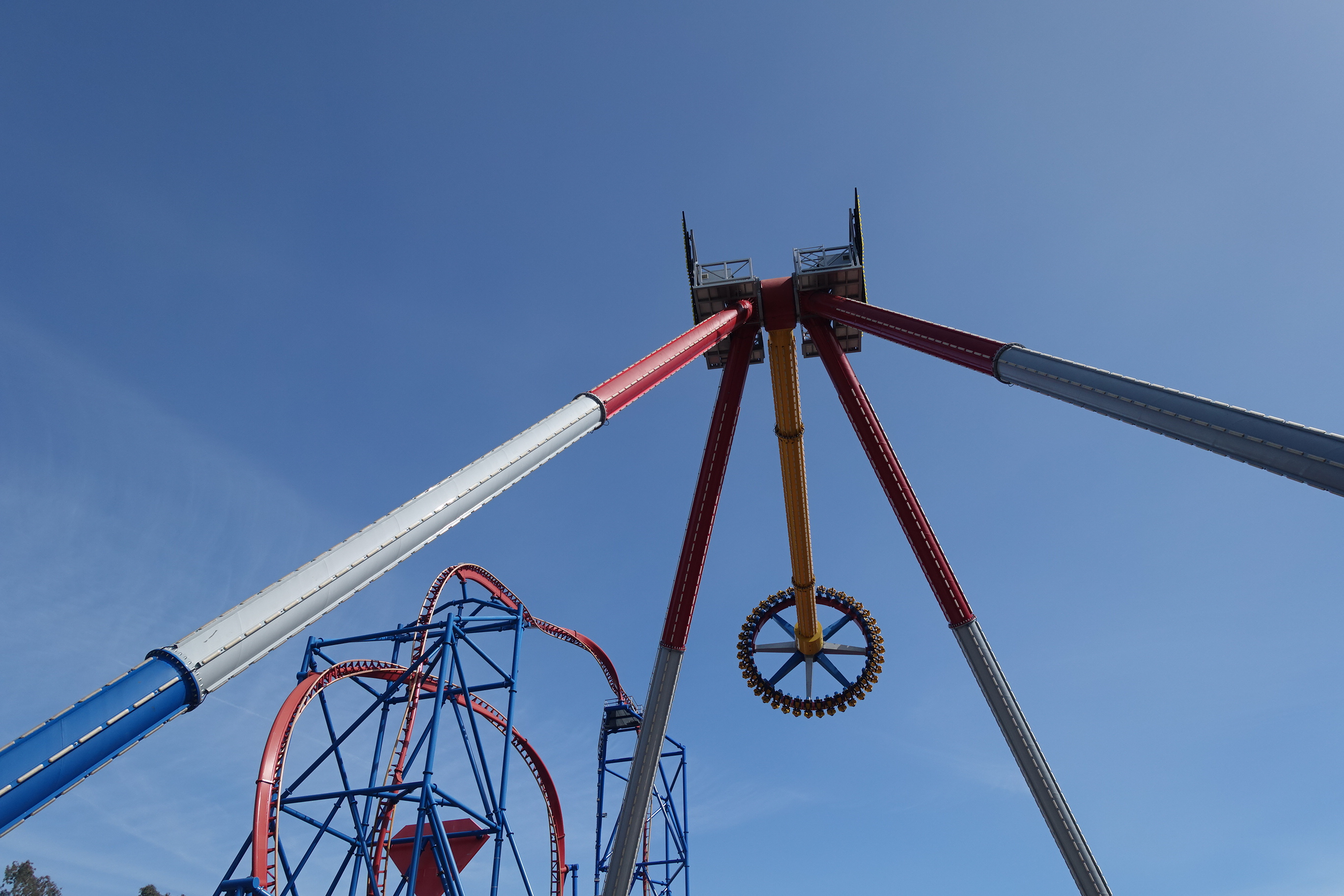
Wonder Woman: Lasso of Truth à Six Flags Discovery Kingdom

#### Nouveau thème
| Nom                                          | Type / Modèle                | Constructeur          | Parc                            | Pays        | Anciennement                                    |
| -------------------------------------------- | ---------------------------- | --------------------- | ------------------------------- | ----------- | ----------------------------------------------- |
| Guardians of the Galaxy – Mission: Breakout! | Hyper drop/Parcours scénique | Otis Elevator Company | Disney California Adventure     | États-Unis  | The Twilight Zone Tower of Terror (2004 - 2017) |
| The Gruffalo River Ride Adventure            | Barque scénique              | Mack Rides            | Chessington World of Adventures | Royaume-Uni | Imperial Leather Bubbleworks                    |

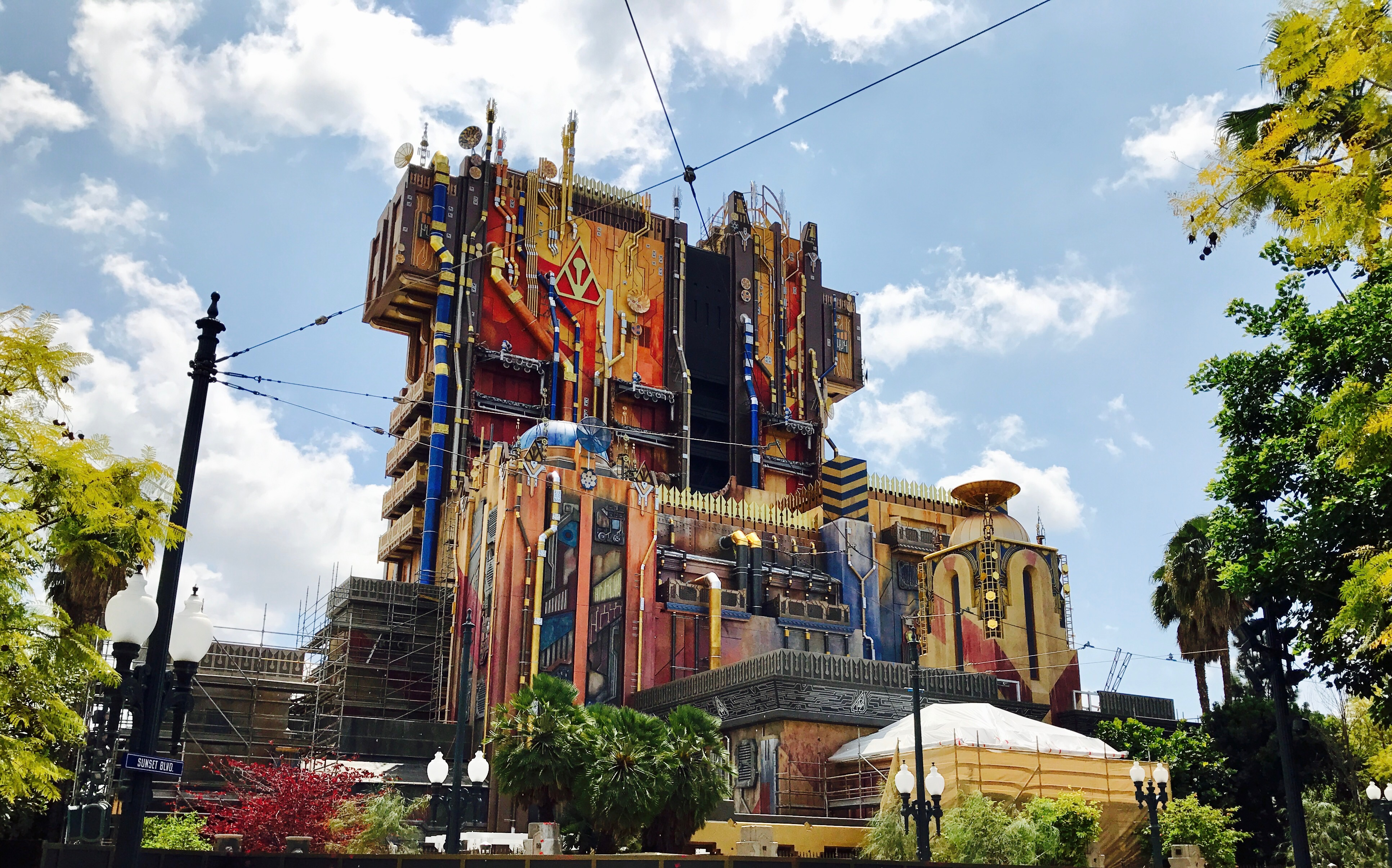
Guardians of the Galaxy – Mission: Breakout! à Disney California Adventure
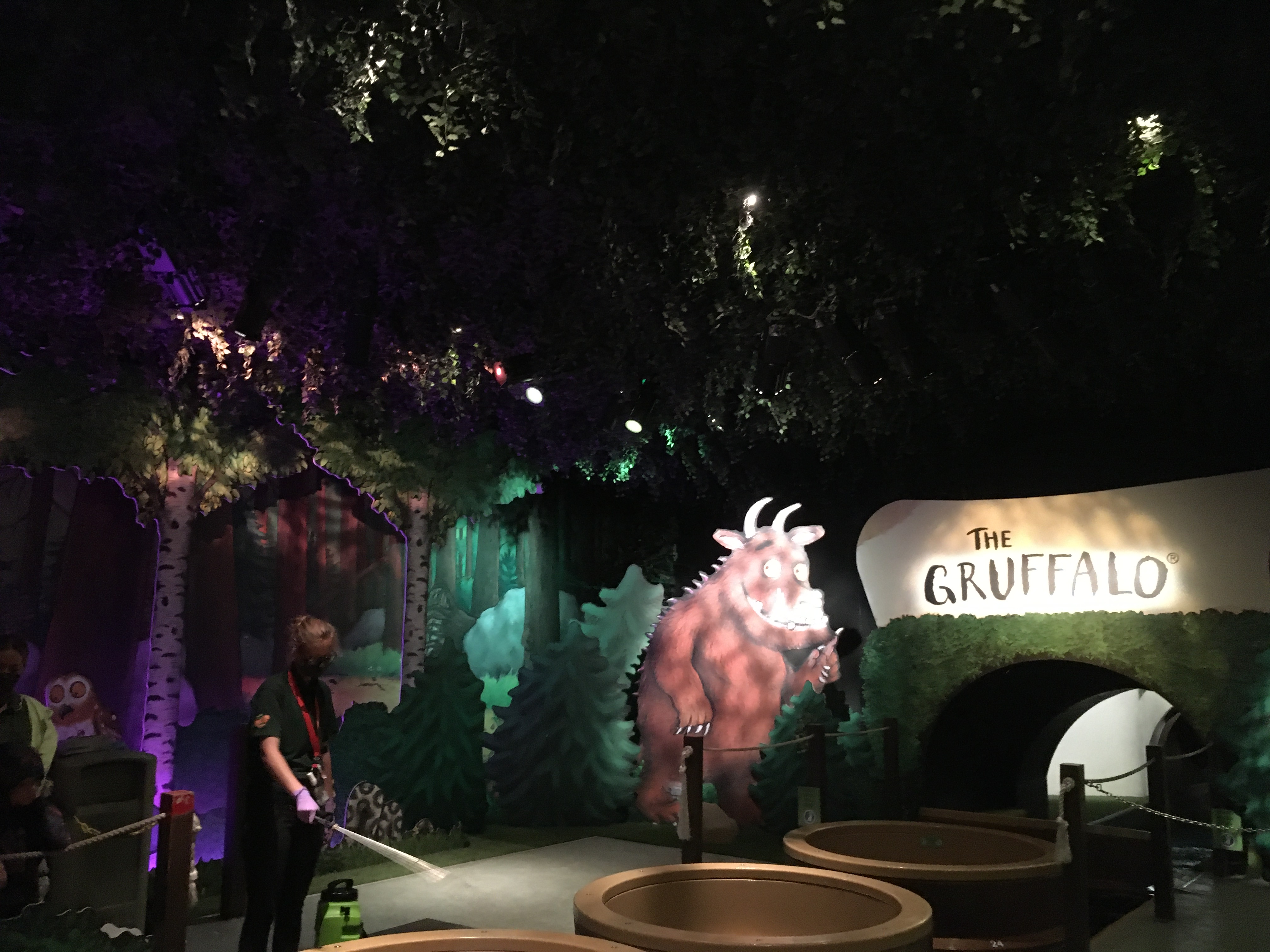
The Gruffalo River Ride Adventure à Chessington World of Adventures

## Hôtels
- Disney Explorers Lodge - Hong Kong Disneyland ( Chine)
- Het Loonsche Land - Efteling ( Pays-Bas)
- Legoland Beach Retreat - Legoland Florida ( États-Unis)